# De Havilland Comet
Vous lisez un « bon article » labellisé en 2017.
Pour les articles homonymes, voir Comet.
Ne doit pas être confondu avec le De Havilland DH.88 Comet
Le de Havilland DH 106 Comet est le premier avion de ligne à réaction de l'histoire de l'aviation civile. Développé et construit par de Havilland dans son quartier général à Hatfield, dans le Hertfordshire au Royaume-Uni, le prototype Comet 1 effectue son premier vol le 27 juillet 1949. Il est doté d'un style aérodynamique épuré, avec quatre turboréacteurs de Havilland Ghost situés dans les ailes, un fuselage pressurisé et de grands hublots carrés. Pour l'époque, il offre une cabine passagers relativement silencieuse et confortable, et connaît le succès commercial dès son entrée en service en 1952 ; sa vitesse de croisière est de 772 km/h, mais il peut atteindre 805 km/h. Sa capacité d'accueil évolue au fil des modèles, passant de 36 à 44 passagers pour le Comet 1 à 74 à 81 pour le Comet 4 .
Un an après la mise en service commerciale, le Comet connaît des problèmes : trois appareils sont détruits en plein vol à la suite d'accidents assez médiatisés. Ils sont dus à la fatigue du métal sur les cellules, phénomène encore assez peu connu à l'époque. Les appareils sont retirés du service et soumis à des essais intensifs afin d'en découvrir la cause ; le premier accident a été attribué par erreur au mauvais temps. Les défauts de conception, dont les contraintes dangereuses aux coins des hublots carrés et la méthode d'installation, sont immédiatement identifiés. En conséquence, le Comet est entièrement redessiné, avec des hublots ovales, une structure renforcée et d'autres modifications. Entre-temps, les avionneurs rivaux tiennent compte des leçons tirées et en profitent pour développer leurs avions (le Boeing 707 en est l'exemple le plus flagrant).
Bien que les ventes ne se soient pas suffisamment élevées, le Comet 2, une version améliorée, et le Comet 3, un prototype, conduisent à la création du Comet 4, redessiné, qui fait ses débuts en 1958 et connaît une carrière de plus de 30 ans. L'avion est adapté à de nombreux rôles militaires comme le transport VIP, médical et de passagers, ainsi que la surveillance. La plus importante modification aboutit à une version pour la patrouille maritime, le Hawker Siddeley Nimrod, qui reste en service dans la Royal Air Force (RAF) jusqu'en juin 2011, plus de 60 ans après le premier vol du Comet.

## Développement

### Origines

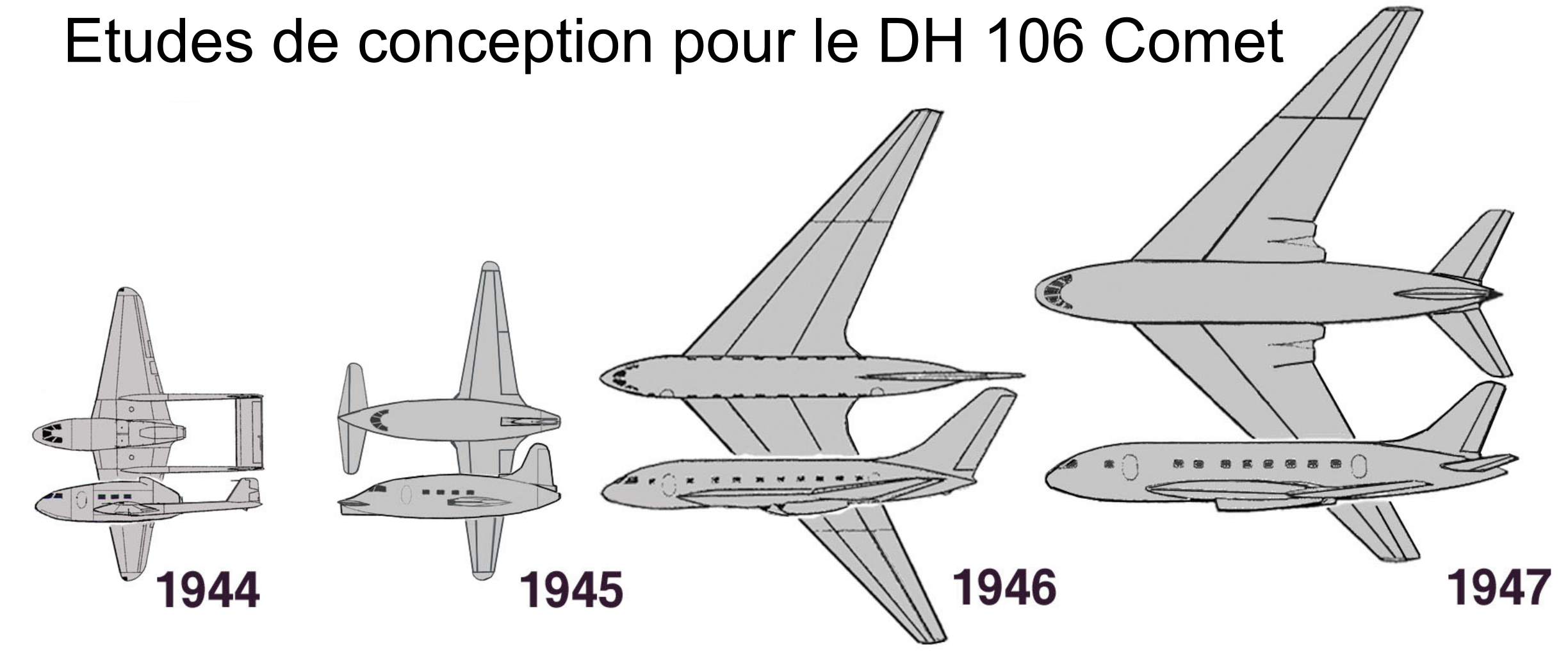
Études de conception du DH 106 Comet entre 1944 et 1947 (impression d'artiste).

Le 11 mars 1943, le Cabinet du Royaume-Uni forme le comité Brabazon pour déterminer les besoins en avions de ligne de la Grande-Bretagne après la fin de la Seconde Guerre mondiale. L'une de ses recommandations concerne un avion postal transatlantique pressurisé pouvant emporter une tonne de charge utile à une vitesse de croisière de 640 km/h. Défiant le scepticisme largement répandu sur les moteurs à réaction, considérés à l'époque comme trop gourmands en carburant et manquant de fiabilité,, Sir Geoffrey de Havilland, membre du comité qui se trouve à la tête de la société de Havilland, exerce son influence et vante l'expertise de son entreprise avec les avions à réaction afin de définir un modèle à turboréacteurs.
Le comité accepte la proposition, la nommant « Type IV » (sur cinq projets),, et accorde un contrat de production à de Havilland, sous la désignation Type 106, en février 1945. La première phase du développement du DH 106 se concentre sur des avions postaux court ou moyen-courriers avec un compartiment passager de six sièges ; le DH 106 est ensuite redéfini comme un avion de ligne longs-courriers disposant de 24 sièges. De tous les projets du comité Brabazon, le DH 106 est considéré comme le plus risqué, à la fois par l'introduction d'éléments jamais testés et pour l'engagement financier mis en œuvre. Toutefois, la British Overseas Airways Corporation (BOAC) trouve les caractéristiques du Type VI intéressantes et propose dès le début l'achat de 25 appareils. En décembre 1945, lorsqu'un contrat ferme est établi, le total de la commande est revu à la baisse, avec dix exemplaires commandés.
Une équipe de conception est formée en 1946, sous la direction du concepteur en chef Ronald Bishop (en), qui a été responsable pour la conception du célèbre chasseur-bombardier Mosquito. Un certain nombre de configurations peu orthodoxes sont étudiées, allant du modèle à plan canard à celui sans empennage, ; toutes sont par la suite rejetées. Le ministère de l'approvisionnement (Ministry of Supply) est cependant intéressé par le plus radical des modèles proposés et commande deux DH 108 sans empennage expérimentaux, pour servir d'avions de démonstration de faisabilité, afin de tester les configurations d'aile en flèche à la fois à basse et à haute vitesses,. Au cours des essais en vol, le DH 108 a la réputation d'être accidentogène et instable, ce qui conduit de Havilland et la BOAC à s'orienter vers des configurations conventionnelles et, nécessairement, des modèles avec un risque technique moindre. Le DH 108 est par la suite modifié pour tester les commandes de puissance du DH 106.
En septembre 1946, avant que les DH 108 ne soient terminés, une requête de la BOAC nécessite une modification du DH 106 qui passe d'une version à 24 sièges à un modèle plus grand, à 36 sièges,. À cause du manque de temps pour le développement d'un projet de configuration sans empennage, Bishop opte pour un modèle plus conventionnel à voilure en flèche à 20°, et avec des empennages sans flèche, associé à un fuselage agrandi qui peut accueillir 36 passagers dans une disposition à quatre de front, avec un couloir central. Remplaçant les moteurs Halford H.1 Goblin précédemment spécifiés, quatre Rolls-Royce Avon neufs plus puissants doivent être incorporés par paires dans l'emplanture de l'aile ; des moteurs Halford H.2 Ghost sont finalement sélectionnés comme solution provisoire, le temps que les Avon soient certifiés. L'appareil redessiné est nommé « DH 106 Comet » en décembre 1947,. Les premières commandes revues de la BOAC et de British South American Airways (en), totalisent 14 appareils, avec une livraison prévue pour 1952.

### Essais et prototypes

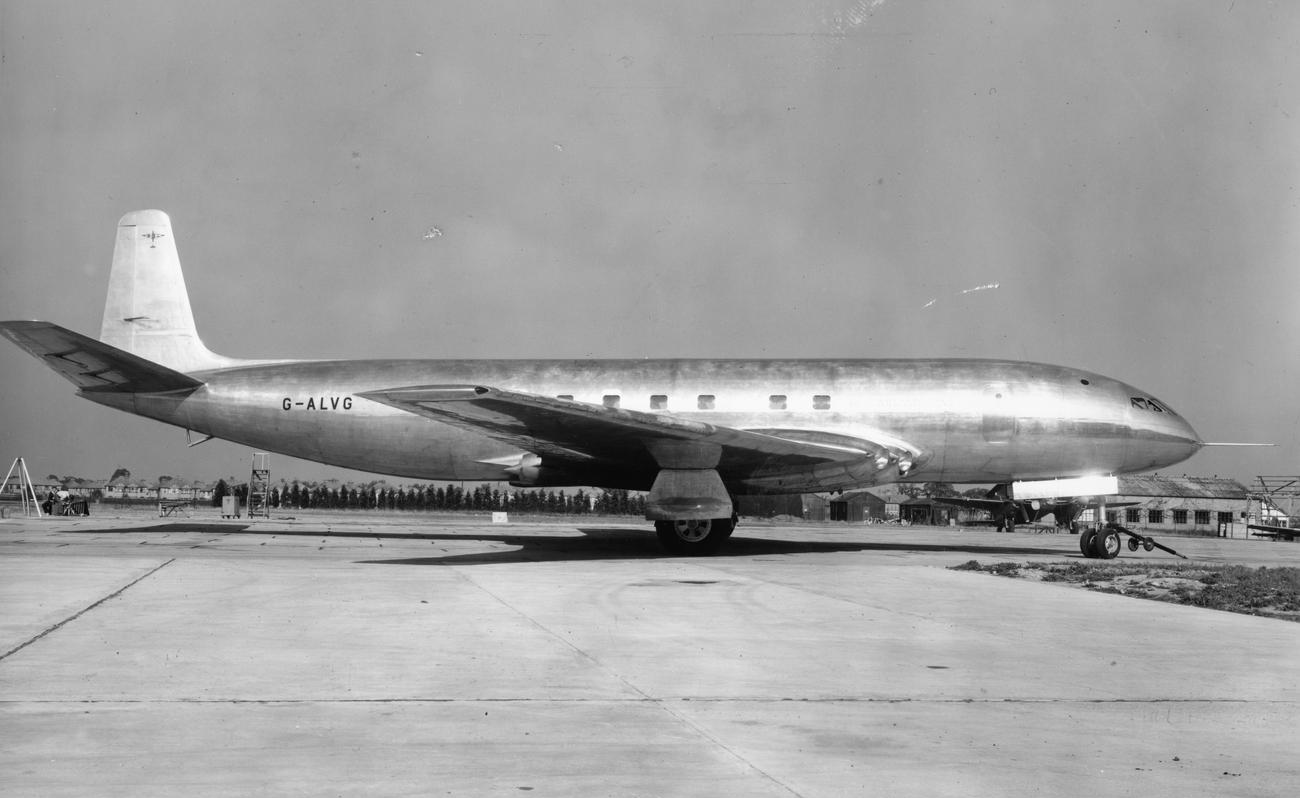
Le prototype du Comet 1 (avec des hublots carrés) à Hatfield, Hertfordshire en octobre 1949.

Puisque le Comet représente une nouvelle catégorie d'avions à passagers, des essais plus rigoureux sont une priorité de développement. De 1947 à 1948, de Havilland mène une phase de recherche et développement intensifs, ce qui comprend l'utilisation de plateformes de test de résistance à Hatfield pour les petits composants, de même que pour les grands ensembles. Les sections de la partie pressurisée du fuselage sont soumises aux conditions de vol à haute altitude via une grande chambre de décompression sur place,, et testées jusqu'à défaillance. Cependant, la recherche des points défaillants du fuselage s'avère difficile avec cette méthode, et de Havilland choisit à la place de réaliser les essais structurels dans un réservoir d'eau qui peut être configuré pour accroître progressivement la pression,,. La fatigue du métal est testée sur la totalité de la partie avant du fuselage en répétant 16 000 cycles de pressurisation à 19 kPa ce qui équivaut à 40 000 heures de vol en service de transport aérien. Les hublots sont également testés sous une pression de 83 kPa, soit 32,8 kPa au-dessus des pressions attendues au plafond opérationnel normal de 11 000 m. Un cadre de hublot tient à 690 kPa, près de 1250 % de plus que la pression maximale qu'il pourrait soutenir en service.
Le premier prototype DH 106 Comet (portant les marquages G-5-1 de classe B) est achevé en 1949 et est initialement utilisé pour effectuer les essais au sol et les courts premiers vols. Le premier vol du prototype a lieu le 27 juillet 1949 à l'aérodrome d'Hatfield (en) et dure 31 minutes,. Il est alors piloté par le pilote d'essai en chef de Havilland, John Cunningham, un ancien pilote de chasse de nuit pendant la Seconde Guerre mondiale, accompagné du copilote Harold Tubby Watersn, des ingénieurs John Wilson (électricité) et Frank Reynolds (hydraulique), ainsi que de l'observateur d'essais en vol Tony Fairbrother.
Le prototype est réimmatriculé G-ALVG juste avant son apparition publique au salon aéronautique de Farnborough de 1949, avant le début des essais en vol. Un an après, le deuxième prototype G-5-2 effectue son premier vol ; il est réimmatriculé G-ALZK en juillet 1950 et est utilisé par la BOAC Comet Unit à Hurn, à partir d'avril 1951, afin de réaliser 500 heures de vol pour l'entraînement des équipages et les démonstrations d'itinéraires. La compagnie australienne Qantas envoie aussi ses experts techniques afin d'observer les performances des prototypes, cherchant à minimiser ses incertitudes sur un éventuel achat de Comet. Les deux prototypes se distinguent extérieurement par leur train d'atterrissage à deux grandes roues, qui est remplacé sur les appareils de production à partir du G-ALYP par des bogies à quatre roues.

## Descriptif technique

### Vue d'ensemble

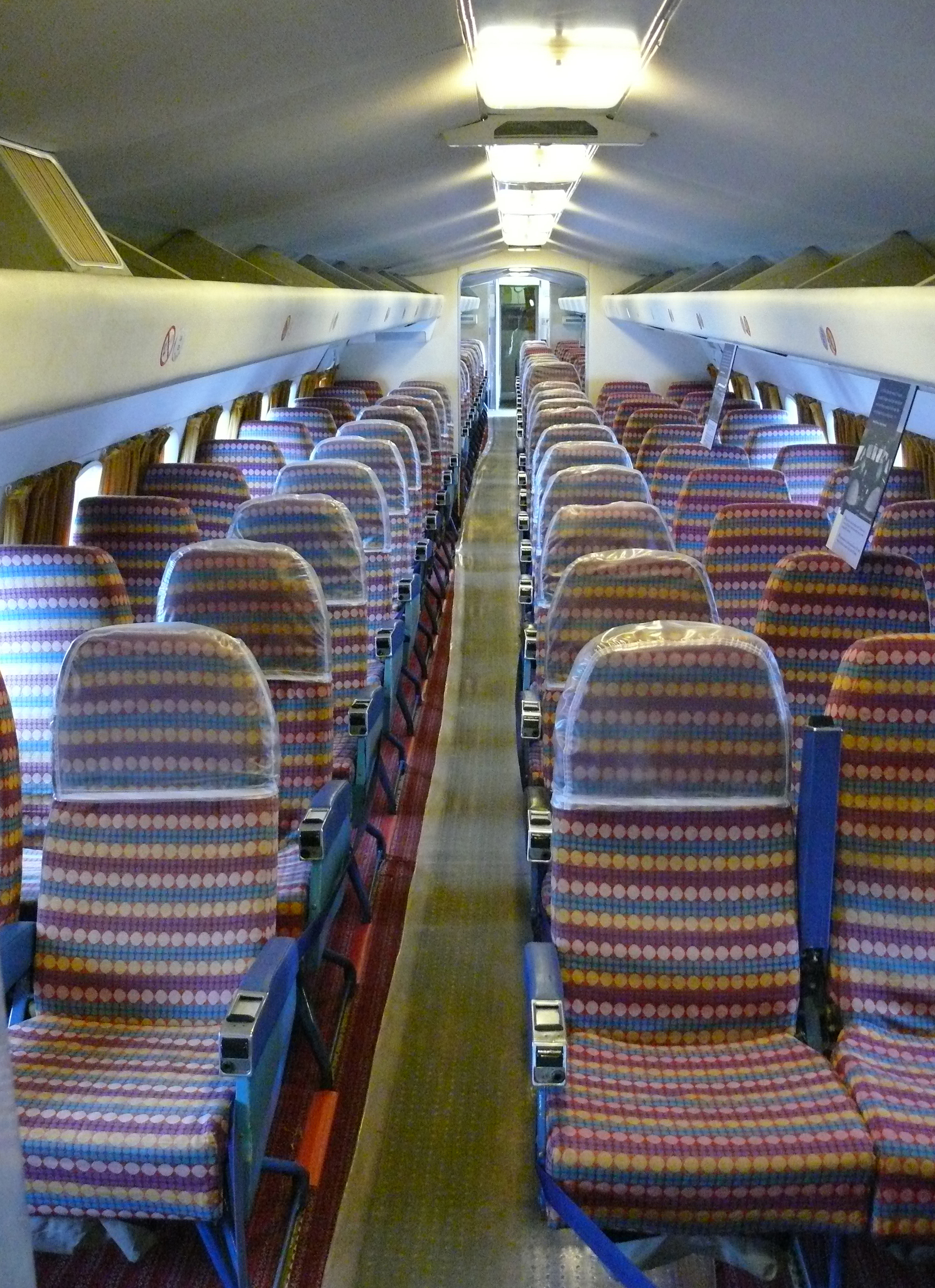
Cabine d'un Comet 4C de Dan-Air au National Museum of Flight à East Fortune, en Écosse.

Le Comet est un monoplan cantilever entièrement fait de métal, propulsé par quatre moteurs à réaction ; il a un cockpit à quatre membres d'équipage occupé par deux pilotes, un officier mécanicien navigant et un navigateur. Le dessin pur de l'avion, avec une traînée réduite, reçoit plusieurs éléments de conception qui sont assez rares à l'époque, dont le bord d'attaque en flèche, les réservoirs structurels intégrés et les atterrisseurs principaux, composés de bogies à quatre roues, conçus par de Havilland. Deux paires de turboréacteurs (des Halford H.2 Ghost sur le Comet 1, connus par la suite comme les de Havilland Ghost 50 Mk.1) sont intégrés à l'intérieur des ailes.
Le Comet initial fait approximativement la longueur du Boeing 737-100 postérieur, mais emporte moins de passagers dans un environnement beaucoup plus spacieux. La BOAC installe 36 « slumberseats » (« sièges sommeil ») inclinables avec 1 100 mm d'entraxe sur les premiers Comet, ce qui fournit plus d'espace pour les grandes jambes devant et derrière ; Air France a onze rangées de sièges avec quatre sièges par rangée dans ses Comet. Les grands hublots et les tables sur les sièges donnent aux passagers une « sensation de confort et de luxe », atypique dans les transports à cette époque. Les équipements comprennent un galley d'où on peut servir de la nourriture chaude ou froide et des boissons, un bar, et des toilettes séparées pour les hommes et les femmes. Les provisions pour les situations d'urgence comprennent plusieurs radeaux de survie stockés dans les ailes, près des moteurs, et des gilets de sauvetage individuels sont rangés sous chaque siège.
L'un des aspects les plus frappants d'un voyage en Comet est le vol sans vibration et silencieux, tel que vanté par la BOAC,,. Pour les passagers qui voyagent en avion de ligne à hélices, le vol à réaction, confortable et silencieux, est une expérience nouvelle (bien que des passagers d'aujourd'hui considéreraient le Comet comme bruyant, particulièrement dans les sièges en arrière des ailes).

### Avionique et systèmes
Pour faciliter l'entraînement et la conversion des équipages, de Havilland conçoit la disposition du cockpit du Comet avec un degré de similitude avec celui du Lockheed Constellation, un avion qui est populaire chez les principaux clients, tel que la BOAC. Le cockpit comprend un système complet de double-commandes pour le commandant de bord et le copilote, tandis que l'officier mécanicien navigant contrôle plusieurs systèmes essentiels dont le carburant, l'air conditionné et les systèmes électriques. Le navigateur occupe un poste dédié, avec une table en face de l'officier mécanicien navigant.

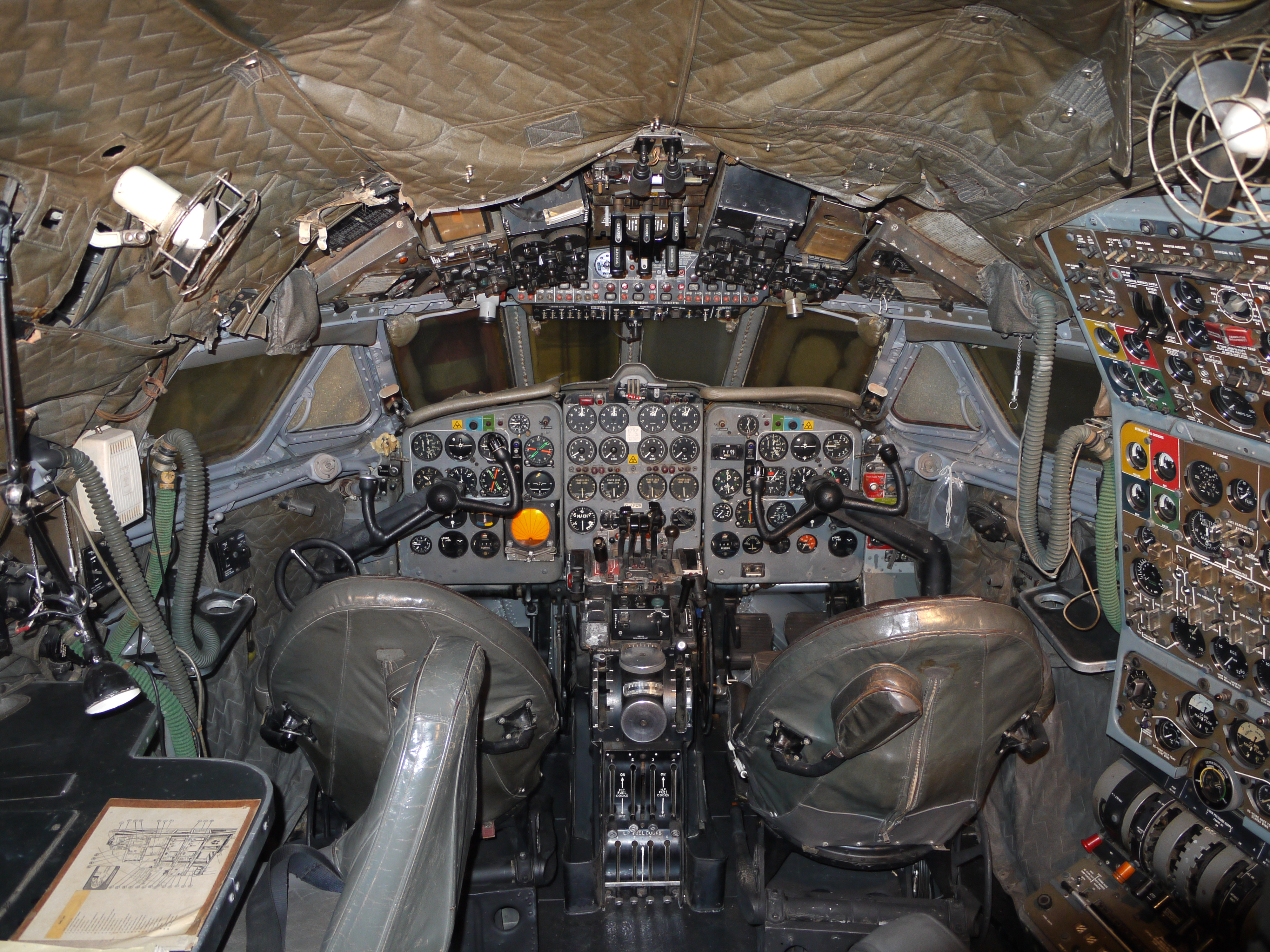
Le cockpit d'un Comet 4.

Plusieurs des systèmes d'avionique du Comet sont nouveaux en aviation civile. L'un d'entre-eux est le système de commandes de vols motorisées irréversibles, qui augmentent la facilité de contrôle par le pilote et la sécurité de l'avion en empêchant les forces aérodynamiques de changer les positions et le placement des surfaces de contrôle de l'appareil. De plus, un grand nombre de surfaces de contrôle, tels que les gouvernes de profondeur, sont équipées d'un système complexe d'engrenages comme une garantie contre les contraintes excessives accidentelles des surfaces de la cellule à haute vitesse.
Le Comet dispose d'un total de quatre circuits hydrauliques : deux principaux, un secondaire et un dernier d'urgence pour les fonctions basiques, telles que la sortie du train d'atterrissage. Le train d'atterrissage peut aussi être descendu en combinant la gravité et une pompe manuelle. La puissance est prélevée depuis les quatre moteurs pour l'hydraulique, l'air conditionné de la cabine et le système de dégivrage ; ces systèmes sont opérationnellement redondants, afin de pouvoir continuer à fonctionner avec un seul moteur en marche. La majorité des composants hydrauliques sont concentrés dans une seule soute d'avionique. Un système de ravitaillement sous pression, développé par Flight Refueling Ltd., permet de remplir plus rapidement les réservoirs comparativement à d'autres méthodes.

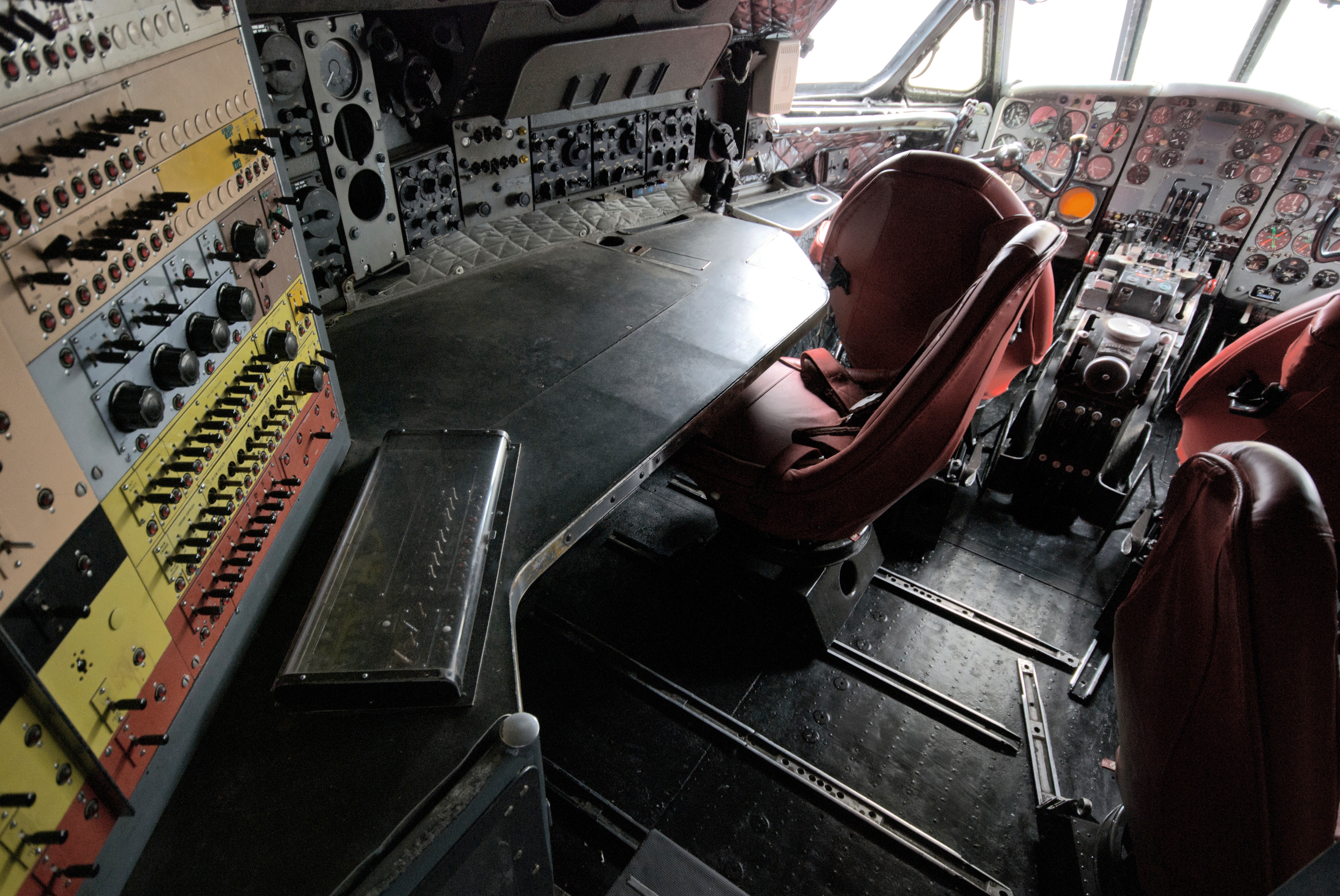
Le poste du navigateur du Comet 4. Ce cockpit appartient en fait à un simulateur de Comet, et le panneau de commutateurs coloré à gauche permettait à l'instructeur de contrôler le simulateur.

Le cockpit est significativement modifié pour l'introduction du Comet 4, sur lequel un aménagement amélioré, centré sur le système de navigation à bord, est introduit. Une unité de radar construite par EKCO est installée dans le cône de nez du Comet 4, ce qui fournit des fonctions de recherche ainsi que des capacités de cartographie du sol et des nuages, et une interface radar est construite dans le cockpit du Comet 4, tout comme des instruments redessinés.
En 1953, le bureau de conception de la société Sud-Est, qui travaille alors sur la Caravelle, emprunte plusieurs caractéristiques de conception à de Havilland, en s'appuyant sur les collaborations précédentes pour les modèles sous licence, dont le DH 100 Vampire, ; le nez et l'agencement du cockpit du Comet 1 sont greffés sur la Caravelle. En 1969, lorsque le dessin du Comet 4 est modifié par Hawker Siddeley pour devenir la base du Nimrod, la disposition du cockpit est complètement réétudiée et n'a que peu de ressemblance avec celle de ses prédécesseurs, excepté pour le manche.

### Fuselage
Les diverses destinations géographiques et l'obligation de pressuriser la cabine du Comet, exigent l'utilisation d'une grande proportion d'alliages, plastiques et autres matériaux, nouveaux pour l'aviation civile, afin d'atteindre les exigences pour la certification. La pression élevée de la cabine du Comet, ainsi que ses grandes vitesses d'opération, sont sans précédent dans l'aviation commerciale, ce qui fait de la conception du fuselage un processus expérimental. À leur mise en service, les cellules du Comet seront soumises à un programme d'exploitation intense, tant par les conditions atmosphériques que par le nombre de vols. L'avion devra fonctionner à la fois sous températures tropicales (par exemple sur les aérodromes situés dans le désert) et sous températures glaciales (par exemple lorsqu'il est en vol). Les réservoirs, remplis de kérosène, ne sont pas chauffés et seront donc régulièrement le siège de phénomènes de dilatation importants.

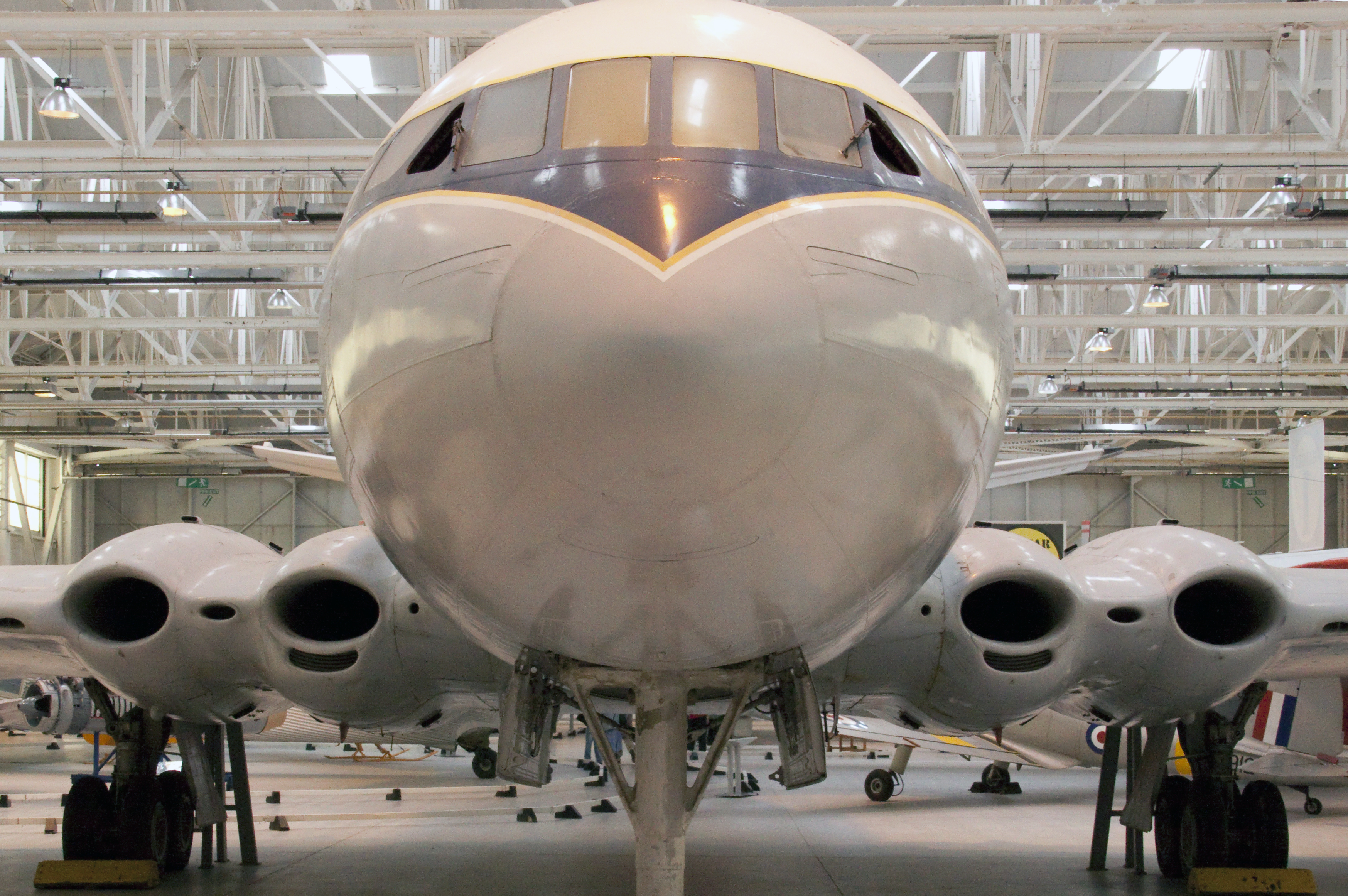
Un fuselage de Comet 1 avec les entrées d'air des moteurs de Havilland Ghost.

Le mince revêtement métallique du Comet est composé de nouveaux alliages perfectionnés et est à la fois riveté et collé, ce qui économise du poids et réduit le risque de propagation de fissures de fatigue depuis les rivets. Le processus de collage chimique est réalisé par l'utilisation d'une nouvelle colle, le Redux, de Aero Research Limited, qui est généreusement utilisée dans la construction des ailes et du fuselage du Comet ; il a aussi l'avantage de simplifier le processus de construction.
Lorsque plusieurs des alliages du fuselage apparaissent comme vulnérables à la fragilisation par la fatigue du métal, une inspection de routine détaillée a lieu. En plus des inspections visuelles approfondies du revêtement extérieur, un prélèvement obligatoire d'échantillons de la structure est réalisé à la fois par les opérateurs civils et militaires. La nécessité d'inspecter les zones qui sont difficilement visibles à l'œil nu conduit à l'introduction d'un examen radiographique généralisé dans l'aviation ; cette méthode présente aussi l'avantage de détecter les fissures et défauts trop petits pour être vus autrement.
En opération, le dessin des soutes cargo donne des difficultés considérables à l'équipe au sol, particulièrement pour les gestionnaires des bagages dans les aéroports. Les portes de la soute cargo sont situées directement sous l'avion, ce qui fait que chaque bagage ou cargaison doit être chargé verticalement vers le haut depuis le haut du camion à bagages, puis glissé le long du plancher de la soute pour être empilé à l'intérieur. Les pièces individuelles de bagage ou cargaison doivent aussi être récupérées de manière similaire, lente, à l'aéroport de destination,.

### Propulsion
Le Comet est motorisé par deux paires de turboréacteurs placés dans les ailes, près du fuselage. Le concepteur en chef Bishop choisit une configuration à moteurs intégrés afin d'éviter la traînée des moteurs en nacelle et d'autoriser une dérive et un gouvernail plus petits, puisque le risque de poussée asymétrique est réduit. Les moteurs sont équipés de déflecteurs pour réduire le bruit, et une insonorisation intensive est réalisée pour améliorer le confort des passagers.

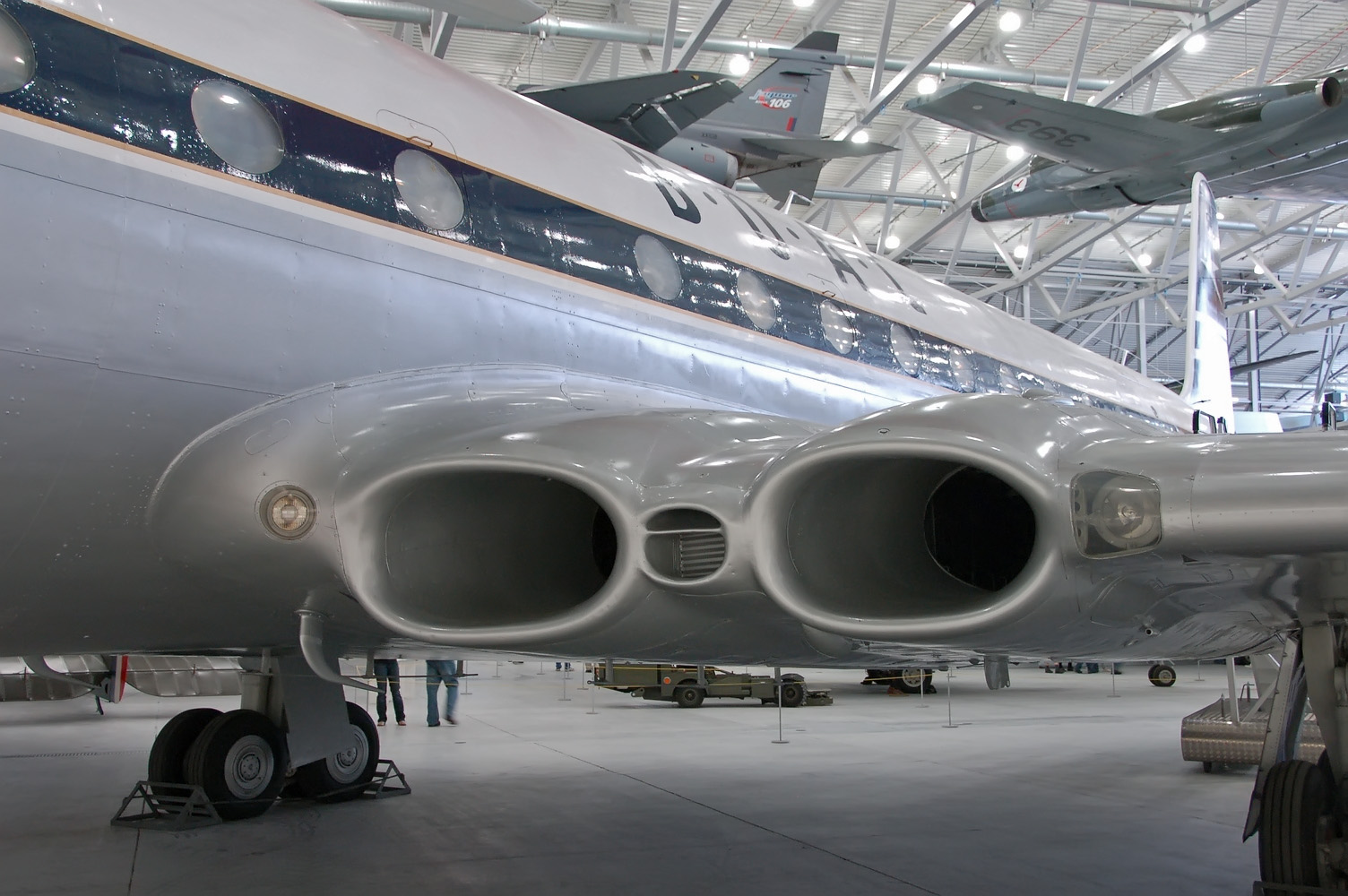
Les entrées d'air des Rolls-Royce Avon agrandies sur un Comet 4.

Placer les moteurs à l'intérieur des ailes présente l'avantage de réduire le risque de dommages causés par les corps étrangers, qui peuvent sérieusement endommager les turboréacteurs. Les moteurs placés bas et le bon placement des trappes de service facilitent l'entretien. Cependant, la configuration moteur du Comet augmente la masse et la complexité structurelles. Des renforts sont placés autour des emplacements des moteurs afin de contenir les débris en cas de défaillance sérieuse d'un moteur ; de plus, le placement des moteurs dans les ailes nécessite une structure de voilure plus compliquée.
Le Comet 1 reçoit des turboréacteurs de Havilland Ghost 50 Mk.1 de 22,5 kN de poussée chacun,. L'installation de deux fusées d'appoint de Havilland Sprite au peroxyde d'hydrogène est initialement prévue pour améliorer les performances au décollage dans les climats hauts et chauds des aéroports tels que Khartoum et Nairobi,. Les fusées sont testées sur 30 vols mais les Ghost sont considérés comme suffisamment puissants et quelques compagnies aériennes décident que les fusées d'appoint ne sont pas pratiques. Les installations de fusées Sprite sont conservées sur les appareils de production. Les Comet 1 reçoivent par la suite des moteurs Ghost DGT3 plus puissants, de 25 kN de poussée chacun.
À partir du Comet 2, le réacteur Ghost est remplacé par le Rolls-Royce Avon AJ.65, plus récent, de 31 kN de poussée. Pour atteindre le rendement optimal avec le nouveau moteur, les entrées d'air sont agrandies pour accroître le flux d'air. Les moteurs Avon améliorés sont introduits sur le Comet 3, et le Comet 4 à moteurs Avon est hautement vanté pour ses performances au décollage aux endroits à haute altitude comme Mexico.

## Histoire opérationnelle

### Mise en service
Le premier appareil de production, immatriculé G-ALYP (« Yoke Peter »), effectue son premier vol le 9 janvier 1951 et est par la suite prêté à la BOAC pour les vols de développement par sa « Comet Unit » (« unité Comet »). Le 22 janvier 1952, le cinquième appareil, immatriculé G-ALYS, reçoit le premier certificat de navigabilité attribué à un Comet, avec six mois d'avance sur le calendrier. Le 2 mai 1952, dans le cadre des essais de démonstration d'itinéraires, G-ALYP effectue ce qui est le premier vol d'un avion de ligne à réaction (« jetliner »),, avec des passagers payants et inaugure le service régulier de Londres, au Royaume-Uni, à Johannesbourg, en Afrique du Sud,,. Le dernier Comet de la commande initiale de la BOAC, immatriculé G-ALYZ, commence à voler en septembre 1952 et emporte du fret sur des trajets sud-américains en simulant des vols réguliers avec des passagers.

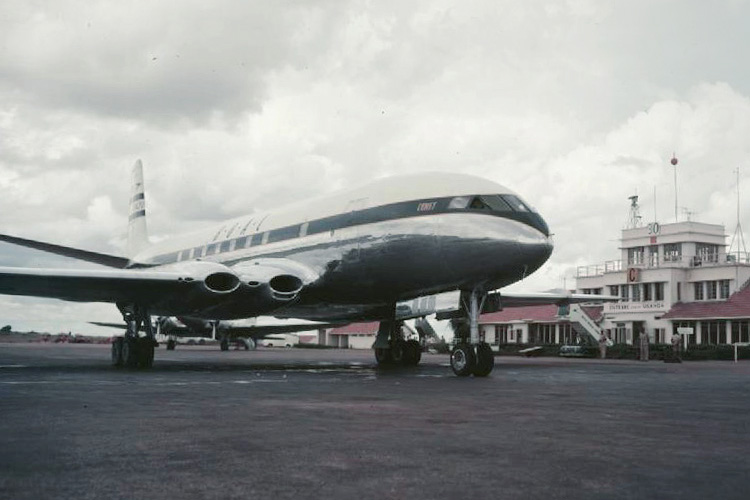
Un Comet 1 de la BOAC à l'aéroport d'Entebbe, Ouganda, en 1952.

Le Comet est un succès auprès des passagers, y compris pour la Reine-mère Elizabeth et la princesse Margaret, qui sont invitées sur un vol spécial le 30 juin 1953, accueillies par Sir Geoffrey et Lady de Havilland, et deviennent ainsi les premiers membres de la famille royale britannique à voler en jet. Les vols sur le Comet sont près de 50 % plus rapides que sur les avions à moteurs à pistons perfectionnés tels que le Douglas DC-6 (790 km/h pour le Comet contre les 510 km/h du DC-6) et une vitesse ascensionnelle plus élevée réduit encore le temps de vol. En août 1953, la BOAC propose des vols entre Londres et Tokyo, qui durent 35 h avec huit escales sur le Comet, comparé aux 85 h 35 nécessaires pour ses Argonaut à pistons (le DC-6B de la Pan Am met 46 h 45). Le vol en Comet entre Londres et Johannesbourg avec cinq escales, qui a lieu trois fois par semaine, met 21 h 20.
Dans leur première année de service, les Comet transportent 30 000 passagers. Comme l'avion peut être rentable avec un taux de remplissage de 43 %, le succès commercial est prévisible. Les moteurs Ghost permettent au Comet de voler au-dessus des nuages, alors que ses concurrents doivent voler à travers. Ils avancent en douceur et sont moins bruyants que les avions à moteurs à pistons, ont des coûts d'entretien moins élevés et sont énergétiquement rentables au-dessus de 9 100 m. Au sommet de sa carrière, la flotte de Comet 1 de la BOAC vole de Londres vers Singapour, de Londres vers Tokyo et de Londres vers Johannesbourg plusieurs fois par semaine.
En 1953, le Comet semble avoir atteint le seuil de rentabilité chez de Havilland. En plus de la BOAC, deux compagnies aériennes françaises, l'Union aéromaritime de transport et Air France, lancent des services vers l'Afrique de l'Ouest et le Moyen-Orient avec le Comet 1A, une version améliorée à capacité en carburant supérieure,. Une version légèrement plus longue que le Comet 1, aux réacteurs plus puissants, le Comet 2, est alors en cours de développement, et des commandes sont passées par Air India, British Commonwealth Pacific Airlines, Japan Air Lines, Linea Aeropostal Venezolana et Panair do Brasil. Les compagnies américaines Capital Airlines, National Airlines et Pan Am commandent le Comet 3 en projet, une version encore plus grande à plus long rayon d'action, destinée aux opérations transatlantiques,. La compagnie australienne Qantas est intéressée par le Comet 1 mais décide qu'une version à autonomie supérieure et de meilleures performances au décollage est nécessaire pour la route de Londres à Canberra.

### Premiers accidents
Le 26 octobre 1952, le Comet connaît son premier accident lorsque le vol de la BOAC, au départ de l'aéroport de Rome Ciampino, ne parvient pas à décoller et roule dans un terrain accidenté au bout de la piste. Deux passagers sont légèrement blessés et l'appareil, G-ALYZ, est perdu. Le 3 mars 1953, un Comet 1A neuf de la Canadian Pacific Airlines, immatriculé CF-CUN et nommé Empress of Hawaii, ne parvient pas à décoller de Karachi, au Pakistan, lors d'un vol de livraison vers l'Australie. L'appareil chute dans un canal de drainage à sec et heurte une digue, tuant les cinq membres d'équipage et les six passagers à bord,. C'est le premier accident mortel d'un avion de ligne à réaction. En réponse, Canadian Pacific annule sa commande restante pour un deuxième Comet 1A et n'utilise plus jamais le modèle en service commercial.

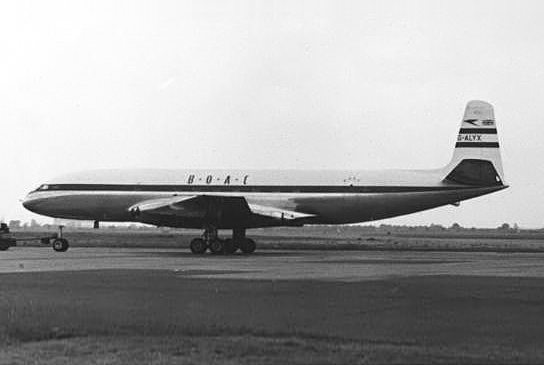
Comet 1 de la BOAC à l'aéroport de Londres-Heathrow, en 1953, avant un vol régulier.

Les deux premiers accidents sont initialement attribués à une erreur de pilotage, un cabrage excessif lors de la rotation ayant conduit à une perte de portance des bords d'attaque des ailes de l'avion. Il est montré par la suite que le profil de voilure du Comet est sujet à une perte de portance à de grandes incidences, et le flux d'alimentation en air des entrées des moteurs est perturbé et diminué dans les mêmes conditions. En conséquence, de Havilland redessine le bord d'attaque des ailes, lui donnant une forme « tombante » prononcée, et des cloisons d'ailes sont ajoutées pour contrôler le flux d'air. Une enquête romancée sur les accidents au décollage du Comet est le sujet du roman Cone of silence d'Arthur David Beaty, ancien commandant de bord de la BOAC, sorti en 1959. Cone of Silence est adapté dans un film en 1960 et Beaty raconte également l'histoire des accidents de décollage du Comet dans un chapitre de son article de 1984, Strange encounters: mysteries of the air.
Le deuxième accident mortel a lieu le 2 mai 1953, lorsqu'un Comet 1 de la BOAC, immatriculé G-ALYV, s'écrase lors de forts grains orageux six minutes après son décollage de Calcutta-Dum Dum (actuellement aéroport international Netaji-Subhash-Chandra-Bose), en Inde, tuant les 43 personnes à bord. Des témoins rapportent avoir vu le Comet sans ailes, en feu, plongeant dans le village de Jagalgori, ce qui conduit les enquêteurs à suspecter une défaillance structurelle.

#### India Court of Inquiry
Après l'accident du G-ALYV, le gouvernement central de l'Inde tient une commission d'enquête afin d'élucider la cause de l'accident,,. Une grande partie de l'avion est récupérée et ré-assemblée à Farnborough, et il est établi que la rupture des ailes a commencé avec la défaillance d'un longeron de la gouverne de profondeur gauche de l'empennage horizontal. La commission conclut que l'appareil a subi, au cours du décollage, des g négatifs extrêmes causés par les turbulences dans les grains orageux. L'examen des commandes du poste de pilotage laisse aussi penser que le pilote a pu provoquer des contraintes excessives sur l'avion en provoquant un piqué abrupt à la suite d'un braquage excessif des commandes de vol entièrement motorisées. Les Comet 1 et 1A étant critiqués pour leur manque de « sensation » dans leurs commandes, les enquêteurs établissent un lien probable avec la génération de contrainte excessive par le pilotage ; mais John Cunningham, pilote d'essai en chef du Comet, soutient que l'avion de ligne vole en douceur et est très réactif, comme les autres avions de Havilland,. Les enquêteurs ne considèrent pas la fatigue du métal comme une cause contributive.
Les enquêteurs recommandent une application plus stricte des limites de vitesse dans les turbulences et des modifications à l'appareil. Deux propositions de modifications sont appliquées : tous les Comet sont équipés d'un radar météorologique et le système « Q feel » est introduit ; il garantit que les efforts au manche (toujours appelés « forces de bras ») soient proportionnels aux charges sur les commandes de vol. Cette sensation artificielle est la première de ce type à trouver sa place sur un avion.

### Accidents de 1954

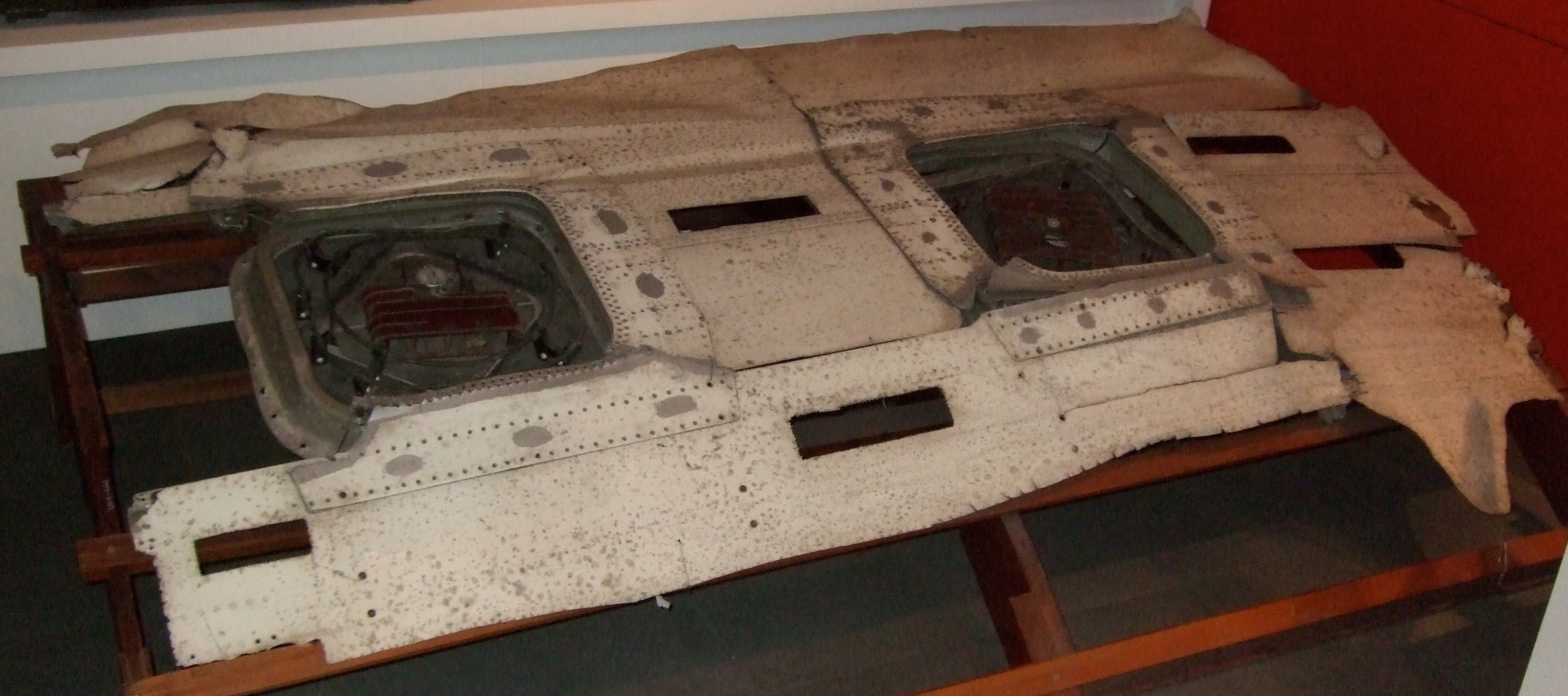
Fragment de fuselage du G-ALYP au Science Museum de Londres.

Un an plus tard, l'aéroport de Rome Ciampino, le lieu du premier accident du Comet, est le théâtre d'un des vols les plus désastreux. Le 10 janvier 1954, 20 minutes après avoir décollé de Ciampino, le premier Comet de production, G-ALYP, se désagrège en plein vol et s'écrase dans la Méditerranée au large de l'Île d'Elbe. Les 35 personnes à bord sont tuées,. Sans aucun témoin de l'accident et seulement des transmissions radio partielles comme preuves, aucune cause évidente du crash ne peut être déduite. Les ingénieurs de Havilland recommandent immédiatement l'application de 60 modifications visant à corriger tout défaut de conception possible, tandis que le comité Abell cherche à déterminer les causes potentielles de l'accident,,. La BOAC cloue au sol sa flotte de Comet en attendant les résultats de l'enquête.

#### Abell Committee Court of Inquiry
L'attention des médias est centrée sur un sabotage, alors que les autres spéculations vont des turbulences atmosphériques à une explosion de vapeur dans un réservoir vide. Le comité Abell se concentre sur six causes potentielles aérodynamiques et mécaniques : flutter de contrôle (qui a conduit à la perte des prototypes DH 108), défaillance structurelle (due à des charges élevées ou une fatigue du métal de la structure de la voilure), panne des commandes de vol motorisées, rupture des panneaux des hublots conduisant à une décompression explosive, incendie et autres problèmes moteur. Le comité conclut que le feu est la cause la plus probable du problème, et un certain nombre de modifications sont effectuées sur l'avion pour protéger les moteurs et les ailes des dégâts pouvant conduire à un autre incendie.
Pendant l'enquête, la Royal Navy mène des opérations de récupération. Les premières pièces de l'épave sont découvertes le 12 février 1954 et les recherches continuent jusqu'en septembre 1954, date à laquelle 70 % de la structure principale (en termes de masse), 80 % de la section des moteurs et 50 % des systèmes et équipements de l'avion, ont été récupérés,. Le travail de reconstruction vient de commencer lorsque le comité Abell présente ses résultats. Aucun défaut apparent de l'avion n'est trouvé, et le gouvernement britannique se prononce contre l'ouverture d'une enquête publique supplémentaire sur l'accident. La nature prestigieuse du projet Comet, particulièrement pour l'industrie aérospatiale britannique, et les conséquences financières de l'immobilisation des appareils de la BOAC permettent de faire pression pour que l'enquête prenne fin sans investigation supplémentaire. Les vols du Comet reprennent le 23 mars 1954.
Le 8 avril 1954, le Comet G-ALYY (« Yoke Yoke »), opérant un vol charter pour South African Airways, relie Rome au Caire (étape d'une route plus longue, le vol 201 SA de Londres vers Johannesbourg), lorsqu'il s'écrase dans la Méditerranée près de Naples, tuant les 21 passagers et l'équipage à bord. La flotte de Comet est immédiatement clouée au sol une nouvelle fois et un grand bureau d'enquête est formé sous la direction de la Royal Aircraft Establishment (RAE). Le Premier ministre Winston Churchill donne à la Royal Navy la tâche d'aider à localiser et récupérer l'épave, afin que la cause de l'accident soit déterminée. Le certificat de navigabilité du Comet est retiré et la production du Comet 1 suspendue à l'usine d'Hatfield, tandis que la flotte de la BOAC reste clouée au sol de façon permanente, mise sous cocon et stockée.

#### Cohen Committee Court of Inquiry

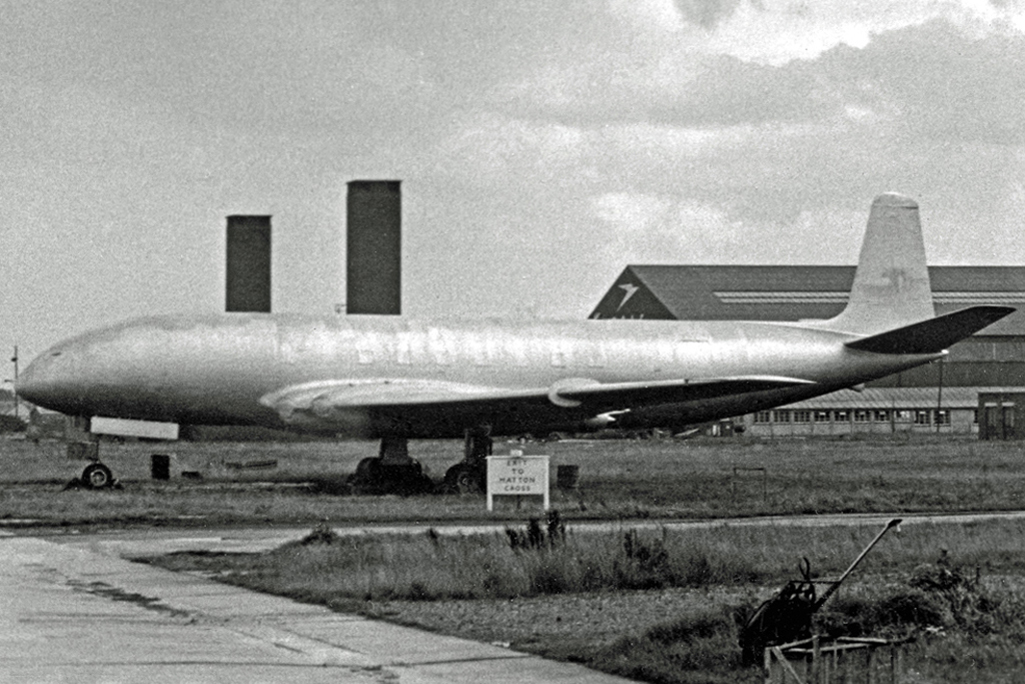
Un Comet 1 de la BOAC, mis sous cocon et entreposé dans l'aire de maintenance de l'aéroport de Londres Heathrow, en septembre 1954.

Le 19 octobre 1954, le comité Cohen est établi afin d'étudier les causes des accidents du Comet. Présidé par Lord Cohen, le comité demande à une équipe d'investigation dirigée par Sir Arnold Hall, directeur du RAE à Farnborough, de réaliser une enquête plus détaillée. L'équipe de Hall commence à envisager la fatigue comme la cause la plus probable des deux accidents et entreprend des recherches supplémentaires sur la fatigue mesurable sur le revêtement de l'avion. Avec la récupération de grands morceaux du G-ALYP depuis le crash de l'île d'Elbe et le don de la BOAC d'une cellule identique, G-ALYU, pour des inspections supplémentaires, un essai intensif de « supplice de l'eau » fournit les résultats définitifs. Cette fois, le fuselage entier est testé dans un réservoir d'eau spécifique, construit spécialement à Farnborough pour loger toute sa longueur. La contrainte autour des coins des hublots se montre beaucoup plus élevée que prévu, tandis que les tensions sur le revêtement sont généralement plus élevées que celles prévues ou testées. Ceci est dû à la concentration de contrainte, conséquence de la forme carrée des hublots, qui génère des niveaux de tension deux à trois fois plus élevés que sur le reste du fuselage.
Au cours des essais dans l'immense réservoir d'eau, les ingénieurs soumettent le G-ALYU à des répétitions de pressurisation et surpression et, le 24 juin 1954, après 3 057 cycles (1 221 réels et 1 836 simulés), le G-ALYU éclate. Hall, Geoffrey de Havilland et Bishop sont immédiatement appelés sur place, où le réservoir est vidé pour révéler que le fuselage s'est éventré au coin du cadre de la trappe de secours avant bâbord. Un essai supplémentaire reproduit les mêmes résultats. Sur la base de ces découvertes, les défaillances structurelles du Comet 1 peuvent être attendues n'importe où entre 1 000 et 9 000 cycles. Avant l'accident de l'île d'Elbe, le G-ALYP a effectué 1 290 vols pressurisés, tandis que le G-ALYY a réalisé 900 vols pressurisés avant de s'écraser. Le Dr P.B. Walker, à la tête du département de la structure au RAE, déclare qu'il n'est pas étonné, notant que la différence est d'environ un à trois, et que les précédentes expériences de fatigue du métal ont permis de suggérer qu'un écart d'un à neuf entre les essais et les résultats sur le terrain pourrait conduire à l'accident.
Le RAE reconstruit également environ les deux tiers du G-ALYP à Farnborough et constate une croissance des fissures de fatigue à partir d'un trou de rivet sur l'ouverture avant, en fibre de verre à faible résistance, autour du radiocompas, qui a entraîné la désintégration en vol de l'appareil à haute altitude. La technique de construction en rivets poinçonnants employée dans la conception du Comet a aggravé ses problèmes de fatigue structurelle ; les hublots de l'avion sont conçus pour être collés et rivetés, mais ils ont été seulement rivetés. Contrairement au rivetage après forage, le caractère imparfait d'un trou créé par le rivetage poinçonnant peut entraîner le début de fissures de fatigue autour du rivet. Hall, le principal enquêteur, accepte les conclusions du RAE sur les défauts de conception et de construction comme l'explication la plus probable pour la défaillance structurelle du G-ALYU après 3 060 cycles de pressurisation,. Les travaux du comité Cohen se terminent le 24 novembre 1954 et, bien que l'enquête « a constaté que la conception de base du Comet était solide », de Havilland lance un programme de refonte afin de renforcer le fuselage et la structure de la voilure, en utilisant un revêtement plus épais et en remplaçant tous les hublots et panneaux carrés par des versions arrondies.

### Reprise du service

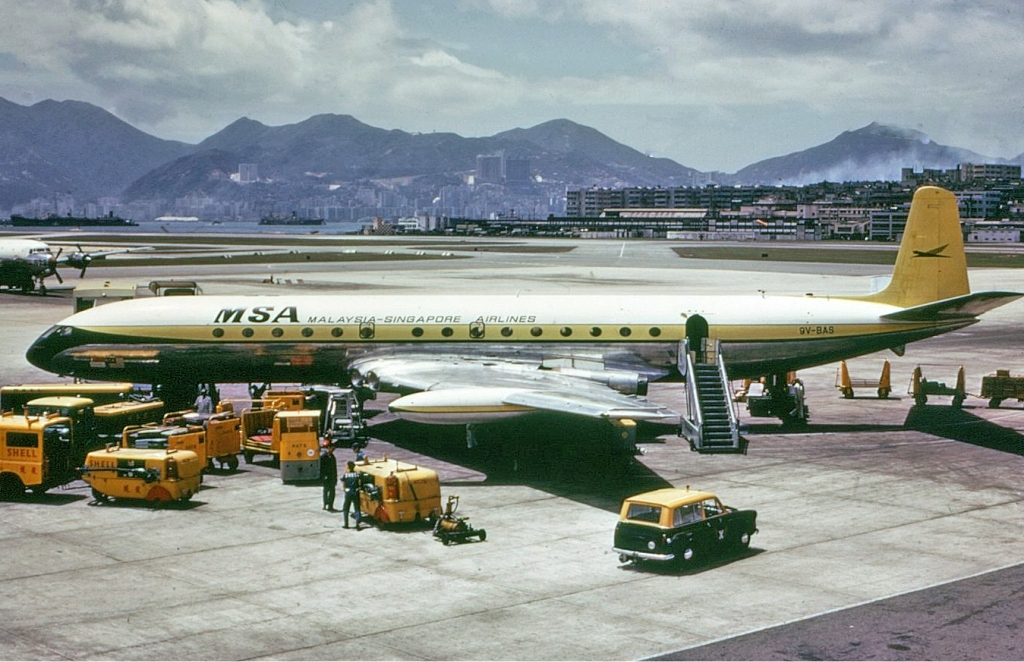
Un Comet 4 de Malaysia-Singapore Airlines à l'aéroport international Kai Tak, en 1966.

Avec la découverte des problèmes structurels de la première série, tous les Comet restants sont retirés du service, tandis que de Havilland entame un important travail afin de construire une nouvelle version qui doit être plus grande et solide. Toutes les commandes en cours pour le Comet 2 sont annulées par les compagnies aériennes clientes. Les hublots carrés du Comet 2 sont remplacés par des versions ovales. Le Comet 2 vole pour la première fois en 1953, avec un revêtement du fuselage épaissi. Les Comet 1 et 1A restants sont envoyés à la ferraille ou modifiés avec des renforts de hublots ovales indéchirables (un anneau épais et structurellement solide qui peut empêcher une fissure de se propager davantage).
Tous les Comet 2 de production sont également modifiés afin de soulager les problèmes de fatigue (la plupart servent dans la RAF en tant que Comet C2), tandis qu'un programme destiné à produire le Comet 2 avec des moteurs Avon plus puissants est retardé. Le prototype Comet 3 effectue son premier vol en juillet 1954 et est testé non-pressurisé, en attendant la fin de l'enquête Cohen. Les vols commerciaux du Comet ne doivent pas reprendre avant 1958.
Les vols de développement et de démonstration d'itinéraires avec le Comet 3 permettent d'accélérer le processus de certification de ce qui doit devenir la version la plus réussie de l'avion, le Comet 4. Toutes les compagnies aériennes clientes du Comet 3 annulent par la suite leurs commandes et changent pour le Comet 4, qui est basé sur le Comet 3 mais avec une capacité d'emport de carburant accrue. La BOAC commande 19 Comet 4 en mars 1955, tandis que l'opérateur américain Capital Airlines commande 14 Comet en juillet 1956,. La commande de Capital, un montant de 53 millions de livres Sterling, comprend quatre Comet 4 et 10 Comet 4A, ce dernier étant une version modifiée pour des opérations court-courrier, avec un fuselage allongé et des ailes plus courtes, qui abandonne les réservoirs de pignon (extérieur de l'aile) du Comet 4,. Cependant, à cause de problèmes financiers et sa reprise ultérieure par United Airlines, Capital n'exploite jamais le Comet.

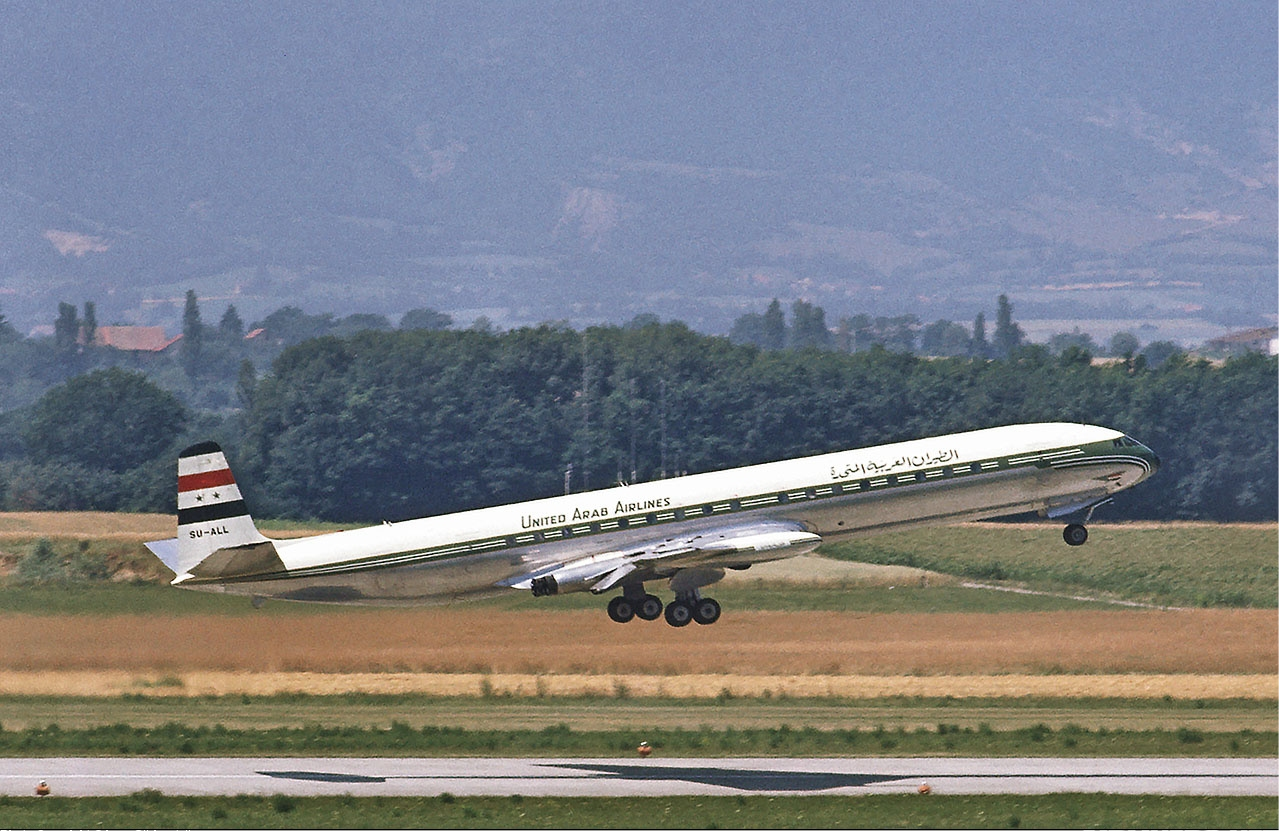
Un Comet 4C d'United Arab Airlines à l'aéroport de Genève, en 1968.

Le Comet 4 réalise son premier vol le 27 avril 1958, reçoit son certificat de navigabilité le 24 septembre 1958, et la première livraison a lieu le lendemain, à la BOAC,. Le prix de base d'un Comet 4 neuf est d'environ 1 140 000 £, soit 22 550 000 £ de 2012,. Le Comet 4 permet à la BOAC d'inaugurer les premiers vols réguliers transatlantiques en jet le 4 octobre 1958, entre Londres et New York (bien que nécessitant encore un ravitaillement à l'aéroport international de Gander, à Terre-Neuve au Canada, lors des traversées vers l'ouest). Tandis que la BOAC profite de la publicité comme la première compagnie à effectuer des services transatlantiques en jet, à la fin du mois, la Pan American World Airways rivale exploite le Boeing 707 sur le même itinéraire et, en 1960, également le Douglas DC-8. Les jets américains sont plus grands, plus rapides, ont une distance franchissable plus élevée et sont plus rentables à exploiter que le Comet. Après l'analyse des structures de routes pour le Comet, la BOAC cherche un successeur et, en 1958, signe un accord avec Boeing pour acheter le 707.

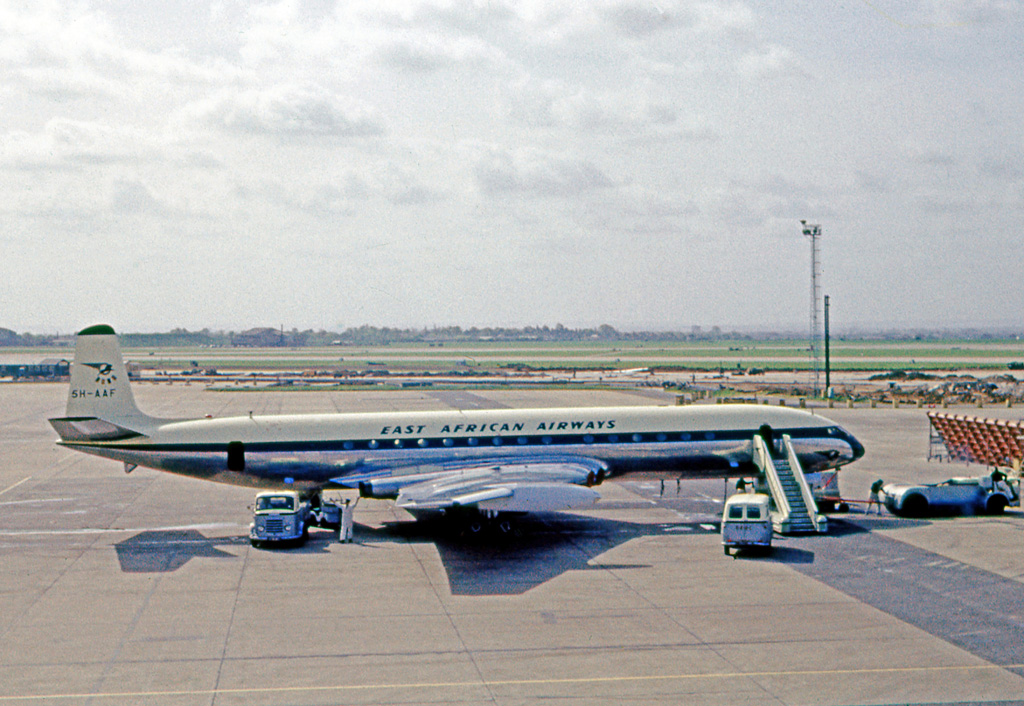
Un Comet 4 d'East African Airways stationné à l'aéroport de Londres-Heathrow en 1964.

Le Comet 4 est commandé par deux clients supplémentaires : Aerolíneas Argentinas prend livraison de six Comet 4, entre 1959 et 1960, et les utilise entre Buenos Aires et Santiago, tandis qu'East African Airways reçoit trois Comet 4 neufs entre 1960 et 1962 et les exploite vers le Royaume-Uni, le Kenya, la Tanzanie et l'Ouganda. Le modèle Comet 4A initialement commandé par Capital Airlines est à la place construit par BEA comme Comet 4B, recevant un fuselage allongé de 97 cm et des sièges pour 99 passagers. Le premier Comet 4B vole le 27 juin 1959 et BEA commande des services entre Tel Aviv et Londres Heathrow le 1er avril 1960. Olympic Airways est le seul autre client de cette version. La dernière version du Comet 4, le Comet 4C, vole pour la première fois le 31 octobre 1959 et entre en service avec Mexicana en 1960. Le Comet 4C est équipé du fuselage allongé du Comet 4B associé avec les ailes plus longues et les réservoirs supplémentaires du Comet 4 initial, ce qui lui donne une plus grande autonomie que le 4B. Commandé par Kuwait Airways, Middle East Airlines, Misrair (qui devient United Arab Airlines) et Sudan Airways, c'est la plus vendue des versions du Comet,.

### Dernières années

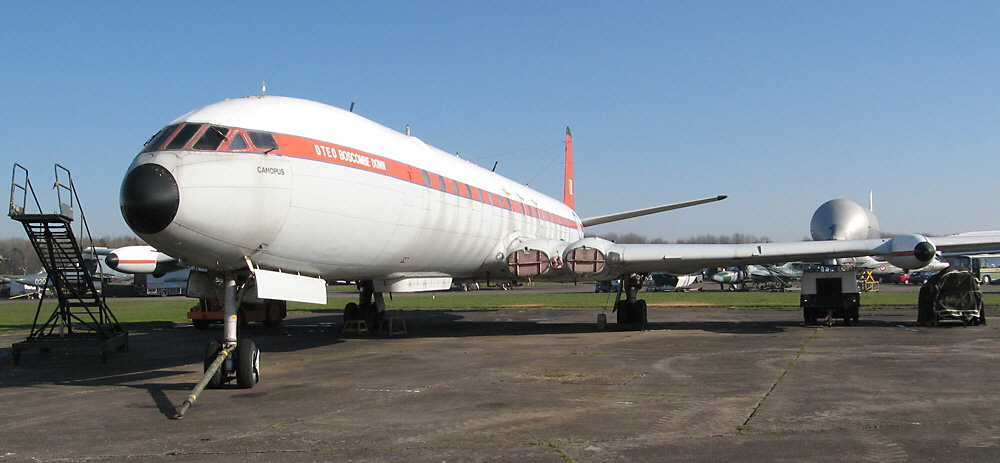
Le Comet 4C Canopus, exposé au Bruntingthorpe Aerodrome.

En 1959, la BOAC commence à remplacer ses Comet sur les routes transatlantiques et les relègue aux entreprises associées, ce qui abrège la suprématie du Comet 4 comme principal avion de ligne. Outre le 707 et le DC-8, l'introduction du Vickers VC10 permet aux appareils concurrents de prendre le rôle d'avions de ligne à grande vitesse et à grande distance franchissable initié par le Comet. En 1960, dans le cadre d'une consolidation de l'industrie aérospatiale britannique soutenue par le gouvernement, de Havilland est acquis par Hawker Siddeley, dans lequel il devient une division à propriété exclusive.
Dans les années 1960, les commandes déclinent, un total de 76 Comet 4 étant livrés entre 1958 et 1964. En novembre 1965, la BOAC retire ses Comet 4 du service, tandis que d'autres opérateurs continuent les vols commerciaux passagers en Comet jusqu'en 1980. Dan-Air (en) joue un rôle significatif dans l'histoire ultérieure de la flotte et, à une époque, possède les 49 Comet civils en état de vol restants, ; c'est cet opérateur qui effectuera le dernier vol commercial du Comet, le 9 novembre 1980. Le 14 mars 1997, un Comet 4C, immatriculé XS235 et nommé « Canopus », acquis par le ministère britannique des technologies et utilisé pour des essais de radio, radar et avionique, effectue le dernier vol documenté d'un Comet de production.

## Postérité

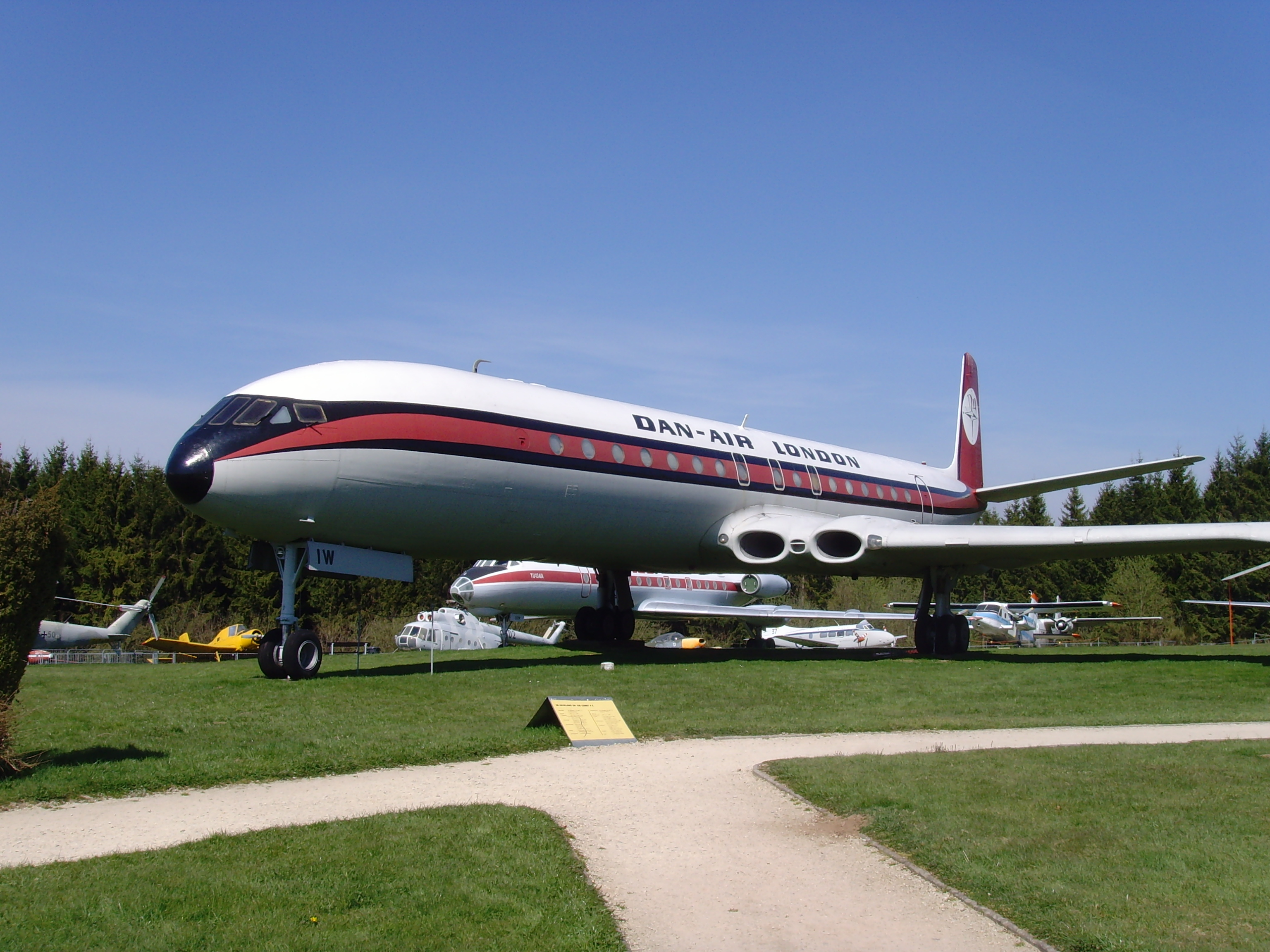
Un Comet 4C de la compagnie Dan-Air, G-BDIW, exposé au Flugausstellung Hermeskeil en Allemagne.

Le Comet est largement considéré à la fois comme un audacieux bond en avant et une tragédie suprême ; de plus, on lui doit de nombreuses avancées dans les enquêtes sur les accidents et la conception d'avions à réaction. Les enquêtes sur les accidents du Comet 1 sont peut-être quelques-unes des plus intenses et révolutionnaires à avoir eu lieu, établissant des précédents ; la plupart des techniques de récupération en haute mer et de reconstruction d'appareils employées restent utilisées par l'industrie aéronautique. Bien que le Comet soit soumis à ce qui deviendra les tests les plus rigoureux de tout avion de ligne contemporain, la pressurisation et les contraintes dynamiques ne sont pas parfaitement comprises à l'époque du développement de l'avion, la fatigue du métal non plus. Alors que ces leçons peuvent être appliquées sur la planche à dessin pour de futurs appareils, les corrections ne peuvent être appliquées au Comet que de manière rétroactive.
Selon le pilote d'essai en chef de la société de Havilland John Cunningham, qui a piloté le prototype lors de son premier vol, des représentants de constructeurs américains tels que Boeing et Douglas divulguent de manière privée que si de Havilland n'avait pas connu les problèmes de pressurisation du Comet en premier, cela leur serait arrivé. Cunningham compare le Comet au Concorde postérieur, et ajoute qu'il présume que le Comet peut changer l'aviation, ce qu'il fait par la suite. L'auteur d'aviation Bill Withun conclut que le Comet a poussé « l'état de l'art au-delà de ses limites ».
Les firmes d'ingénierie aéronautique réagissent rapidement aux avantages commerciaux du Comet ainsi qu'à ses défauts ; les autres constructeurs s'en inspirent et profitent des dures leçons tirées de l'exploitation du Comet,. Les moteurs intégrés aux ailes inspirent la conception d'autres avions de ligne, tel le Tupolev Tu-104, mais d'autres appareils, tels le Boeing 707 et le Douglas DC-8, utilisent des moteurs en nacelles soutenues par des pylônes sous les ailes. Boeing préfère des moteurs en nacelle pour ses avions de ligne à réaction en raison du plus grand risque de rupture de l'aile en cas d'incendie moteur si ceux-ci sont intégrés dans la voilure. En réponse aux accidents du Comet, les constructeurs développent plusieurs types d'essais de pressurisation, allant souvent jusqu'à étudier une dépressurisation rapide ; les revêtements des fuselages ultérieurs sont plus épais que ceux du Comet.

## Versions

### Comet1
Le Comet 1 à hublots carrés est le premier modèle à entrer en production ; sa production atteint un total de douze appareils en service et aux essais. Suivant étroitement les caractéristiques de conception des deux prototypes, le seul changement notable est l'adoption de bogies à quatre roues pour le train d'atterrissage principal, remplaçant les roues simples. Quatre moteurs Ghost 50 Mk.1 sont installés ; ils sont remplacés par la suite par des séries de moteurs Ghost DGT3. L'envergure est de 35,05 m et la longueur totale de 28,35 m ; la masse maximale au décollage est supérieure à 47 628 kg et plus de quarante passagers peuvent prendre place à bord.

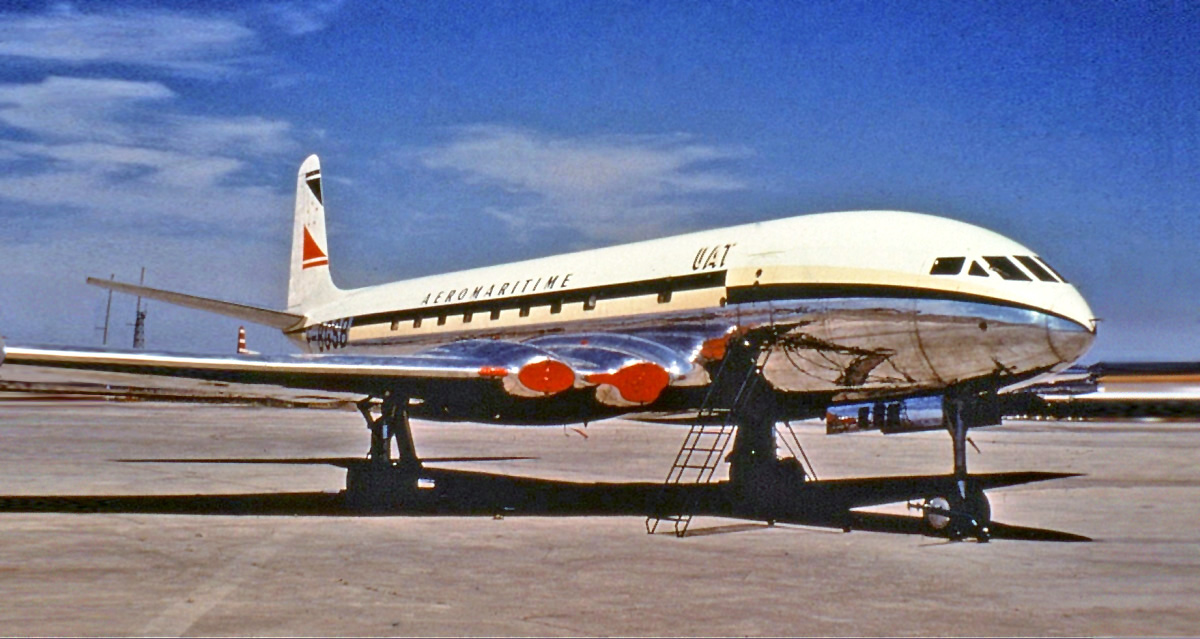
Un Comet 1A d'Union aéromaritime de transport à l'aéroport du Bourget, en 1952.

- Un Comet 1A amélioré est proposé avec une capacité d'emport supérieure, une capacité en carburant accrue[77] et une injection d'eau-méthanol ; dix sont construits. Dans le sillage des accidents de 1954, tous les Comet 1 et 1A sont retournés à Hatfield, initialement placés dans un cocon protecteur et conservés pour les essais[148]. Tous sont considérablement endommagés par les essais de fatigue ou sont entièrement mis au rebut[149].
- Comet 1X : deux Comet 1A de la RCAF sont reconstruits au standard Comet 2 avec un revêtement de fuselage plus épais, et renommés Comet 1X[111].
- Comet 1XB : quatre Comet 1A sont améliorés à un standard 1XB, avec une structure de fuselage renforcée et des hublots ovales. La vie utile des deux séries 1X est limitée par le nombre de cycles de pressurisation jugé sécuritaire[149].
- Le DH 111 Comet Bomber, une version emportant une bombe nucléaire, développée selon les spécifications B35/46 de l'Air Ministry, est soumis à l'Air Ministry le 27 mai 1948. Il est initialement proposé en 1948 en tant que « PR Comet », une adaptation du Comet 1 en avion de reconnaissance photographique à haute altitude. La cellule propulsée par des Ghost DGT3 reçoit un fuselage étroit, un nez bulbeux avec un radar H2S Mk.IX et un cockpit pressurisé à quatre membres d'équipage sous une grande verrière en bulle. Des réservoirs supplémentaires de 11 000 litres permettent une autonomie de 5 390 km (3 350 mi). Le projet DH 111 reçoit une évaluation négative du Royal Aircraft Establishment à cause de préoccupations sérieuses concernant le stockage des armes et que cet appareil ajouterait une capacité redondante au trio V bomber de la RAF. La société de Havilland abandonne le projet le 22 octobre 1948[150].

### Comet2

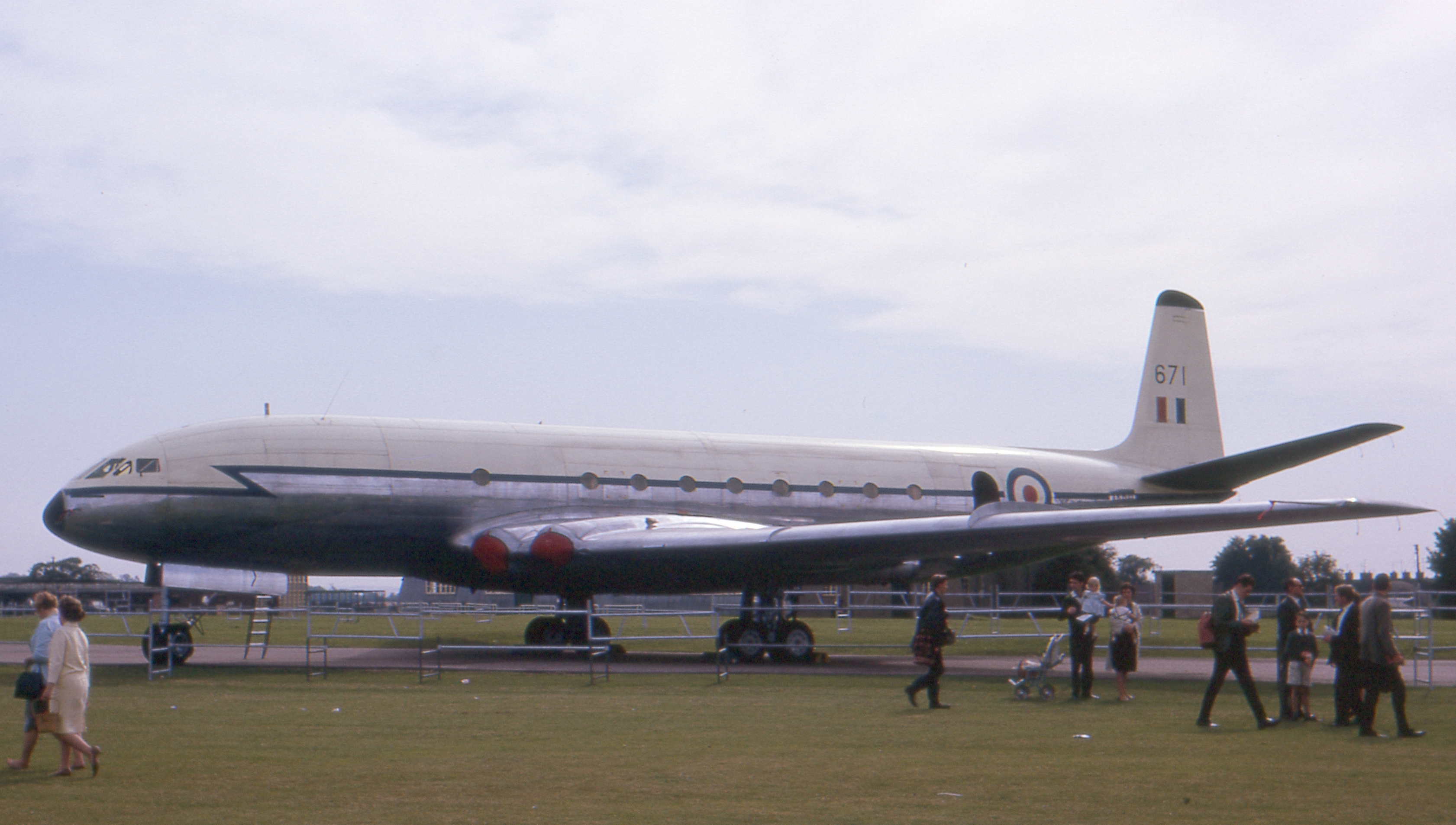
Comet C2, XK671 « Aquila » à RAF Waterbeach, équipé de hublots ronds modifiés.

Le Comet 2 a une voilure légèrement plus grande, une capacité d'emport de carburant plus élevée et des moteurs Rolls-Royce Avon plus puissants, ce qui augmente l'autonomie de l'avion et ses performances ; son fuselage est plus long de 94 cm (3 pi 1 po) que celui du Comet 1. Les modifications rendent l'avion mieux adapté aux opérations transatlantiques. À la suite des accidents du Comet 1, ces modèles sont construits avec un revêtement plus épais et des hublots ronds, les moteurs Avon recevant des entrées d'air plus grandes et des tuyères incurvées vers l'extérieur,. Un total de douze Comet 2 à 44 sièges sont commandés par la BOAC pour l'itinéraire sud-Atlantique ; le premier appareil de production (G-AMXA) vole le 27 août 1953,. Bien que ces appareils donnent de bons résultats sur les vols d'essai au-dessus de l'Atlantique sud, leur distance franchissable est insuffisante pour l'Atlantique nord. Tous les Comet 2 sauf quatre sont alloués à la RAF, les livraisons commençant en 1955. Les modifications de l'intérieur permettent au Comet 2 d'être utilisé pour des rôles différents. Pour le transport de personnalités, les sièges et les installations sont changés, tandis que des fournitures pour l'emport de matériel médical, y compris des poumons d'acier, sont incorporées. Une capacité ELINT et de surveillance électronique est par la suite ajoutée à quelques appareils.
- Comet 2X : limité à un simple Comet 1 motorisé avec quatre turboréacteurs Rolls-Royce Avon 502 et utilisé comme appareil de développement pour le Comet 2[151].
- Comet 2E : deux avions de ligne Comet 2 sont équipés de moteurs Avon 504 dans les nacelles intérieures et d'Avon 524 dans les nacelles extérieures. Ces appareils sont utilisés par la BOAC pour des vols de démonstration en 1957-1958[151].
- Comet T2 : les deux premiers des dix Comet 2 destinés à la RAF sont équipés pour l'entraînement des équipages, le premier appareil (XK669) effectuant son premier vol le 9 décembre 1955[157].
- Comet C2 : huit Comet 2 initialement destinés au marché civil sont complétés pour la RAF et assignés au Squadron no 216[157].
- Comet 2R : trois Comet 2 sont modifiés pour l'utilisation dans le développement du radar et des systèmes électroniques, initialement assignés au Group no 90 (par la suite Signals Command) pour la RAF[157]. En service dans les Squandrons no 192 et no 51, les 2R sont équipés pour contrôler les communications de trafic aérien du pacte de Varsovie, rôle qu'ils remplissent à partir de 1958[158],[N 24].

### Comet3

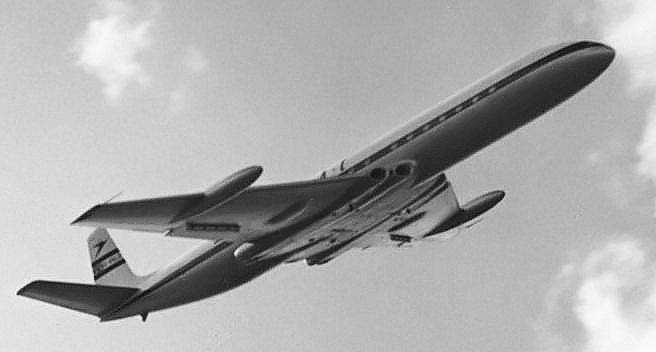
Comet 3 G-ANLO dans la livrée de la BOAC au salon aéronautique de Farnborough, en septembre 1954.

Le Comet 3, qui vole pour la première fois le 19 juillet 1954, est un Comet 2 allongé de 4,7 m et motorisé par des Avon Mk.502 développant chacun 44 kN de poussée,. Cette version reçoit des réservoirs de pignon d'aile, et propose une capacité et une distance franchissable accrues. Le Comet 3 est destiné à rester une série de développement, puisqu'il ne doit pas intégrer le modifications de renforcement du fuselage des dernières séries d'appareils, et ne peut pas être entièrement pressurisé. Seuls deux Comet 3 sont construits dont le G-ANLO, le seul capable de voler, qui réalise une démonstration au salon aéronautique SBAC de Farnborough en septembre 1954. L'autre cellule de Comet 3 n'est pas terminée aux standards de production et est principalement utilisée pour des essais structurels et technologiques au sol, au cours du développement du Comet 4, de taille similaire. Neuf cellules additionnelles de Comet 3 ne sont pas achevées et leur construction est abandonnée à Hatfield. Sous les couleurs de la BOAC, le G-ANLO réalise une tournée promotionnelle autour du monde en décembre 1955, piloté par John Cunningham. En tant que banc d'essai volant, il est modifié en Comet 3B avec des moteurs Avon RA29, ses ailes originelles de grande envergure sont remplacées par une voilure d'envergure réduite ; il participe au salon aéronautique de Farnborough en septembre 1958 sous la livrée de British European Airways (BEA). Assigné en 1961 à la Bling Landing Experimental Unit (BLEU) à RAE Bedford, le dernier rôle d'essai du G-ANLO a lieu lors de l'étude d'un système d'atterrissage automatique. Lorsqu'il est retiré en 1973, la cellule est utilisée pour tester la mousse parafoudre, avant que le fuselage ne soit récupéré à BAE Woodford pour servir de maquette pour le Nimrod.

### Comet4

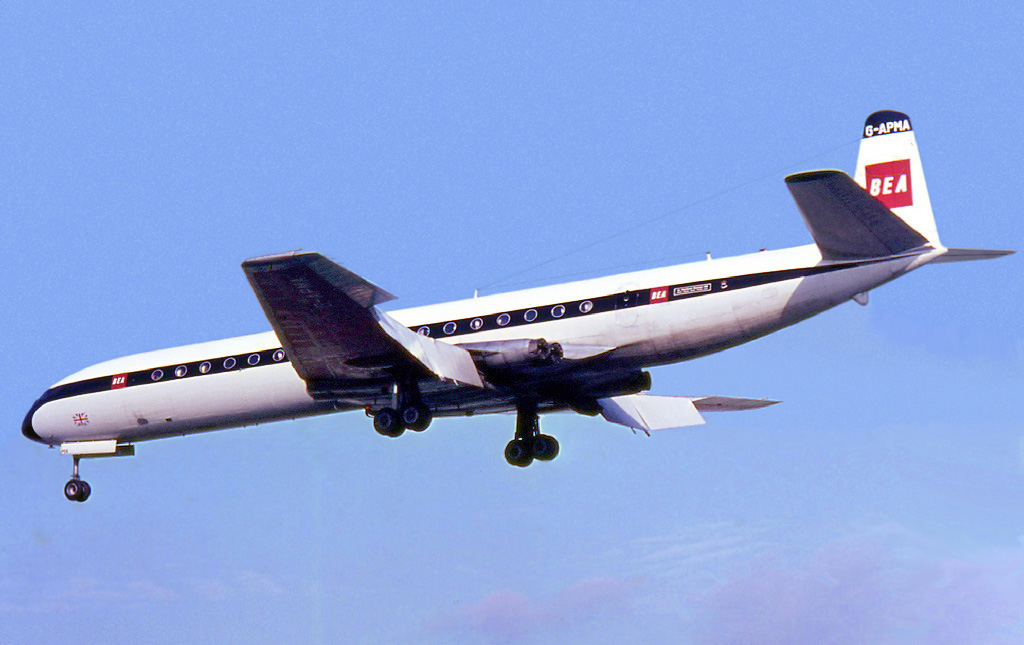
Un Comet 4B de British European Airways à l'aéroport de Berlin-Tempelhof, en octobre 1968.

Le Comet 4, considéré comme le modèle définitif, est une version améliorée du Comet 3. Comparativement au Comet 1, il est doté d'une capacité en carburant plus grande, il est plus long de 5,64 m et il peut accueillir de 74 à 81 passagers par rapport aux 36 à 44 passagers du Comet 1 (119 passagers peuvent prendre place à bord dans une disposition charter spéciale sur les modèles 4C ultérieurs). Le Comet 4 a une autonomie accrue, une vitesse de croisière plus élevée et une plus grande masse maximale au décollage. Ces améliorations sont en grande partie possibles grâce aux moteurs Avon, qui développent une poussée double de celle des Ghost du Comet 1. Les livraisons à la BOAC commencent le 30 septembre 1958 avec deux appareils de 48 sièges, qui sont utilisés pour les premiers services réguliers transatlantiques.
- Comet 4B : initialement développé pour Capital Airlines en tant que 4A, le 4B dispose d'une plus grande capacité, via un fuselage allongé de 2 m et une plus petite envergure ; 18 exemplaires sont construits.
- Comet 4C : cette version reçoit la voilure du Comet 4 et le fuselage allongé du 4B ; 23 exemplaires sont construits.

Les deux derniers fuselages de Comet 4C sont utilisés pour construire les prototypes de l'avion de patrouille maritime Hawker Siddeley Nimrod. Un Comet 4C (SA-R-7) est commandé par la Saudi Arabian Airlines puis mis à disposition du Saudi Royal Flight à l'usage exclusif du roi Saoud ben Abdelaziz Al Saoud. Intensivement modifié à l'usine, l'appareil reçoit une cabine VIP à l'avant, un lit, des toilettes spéciales avec des équipements en or et se distingue par une resplendissante livrée verte, or et blanche. Les ailes et la partie inférieure du fuselage sont polies, travail de l'artiste de l'aviation John Stroud. À la suite de son premier vol, la commande spéciale du Comet 4C est décrite comme « le premier jet exécutif au monde ».

### PropositionComet5
Le Comet 5 est envisagé comme une amélioration par rapport aux modèles précédents, avec un fuselage plus large pouvant accueillir cinq sièges de front, une voilure de plus grande flèche et des moteurs Rolls-Royce Conway en nacelles. Sans soutien du ministère des transports, le projet n'est jamais réalisé,.

### Hawker SiddeleyNimrod
Les deux derniers Comet 4C produits sont modifiés en tant que prototypes (XV148 et XV147) pour répondre à un besoin britannique d'un avion de patrouille maritime pour la Royal Air Force ; initialement appelé « Maritime Comet » (« Comet Maritime »), le modèle est désigné Type HS 801. Cette version devient le Hawker Siddeley Nimrod et les appareils de production sont construits à l'usine Hawker Siddeley à Woodford Aerodrome (en). Entrant en service en 1969, cinq versions du Nimrod sont produites. Les derniers Nimrod sont retirés du service en juin 2011,.

## Utilisateurs

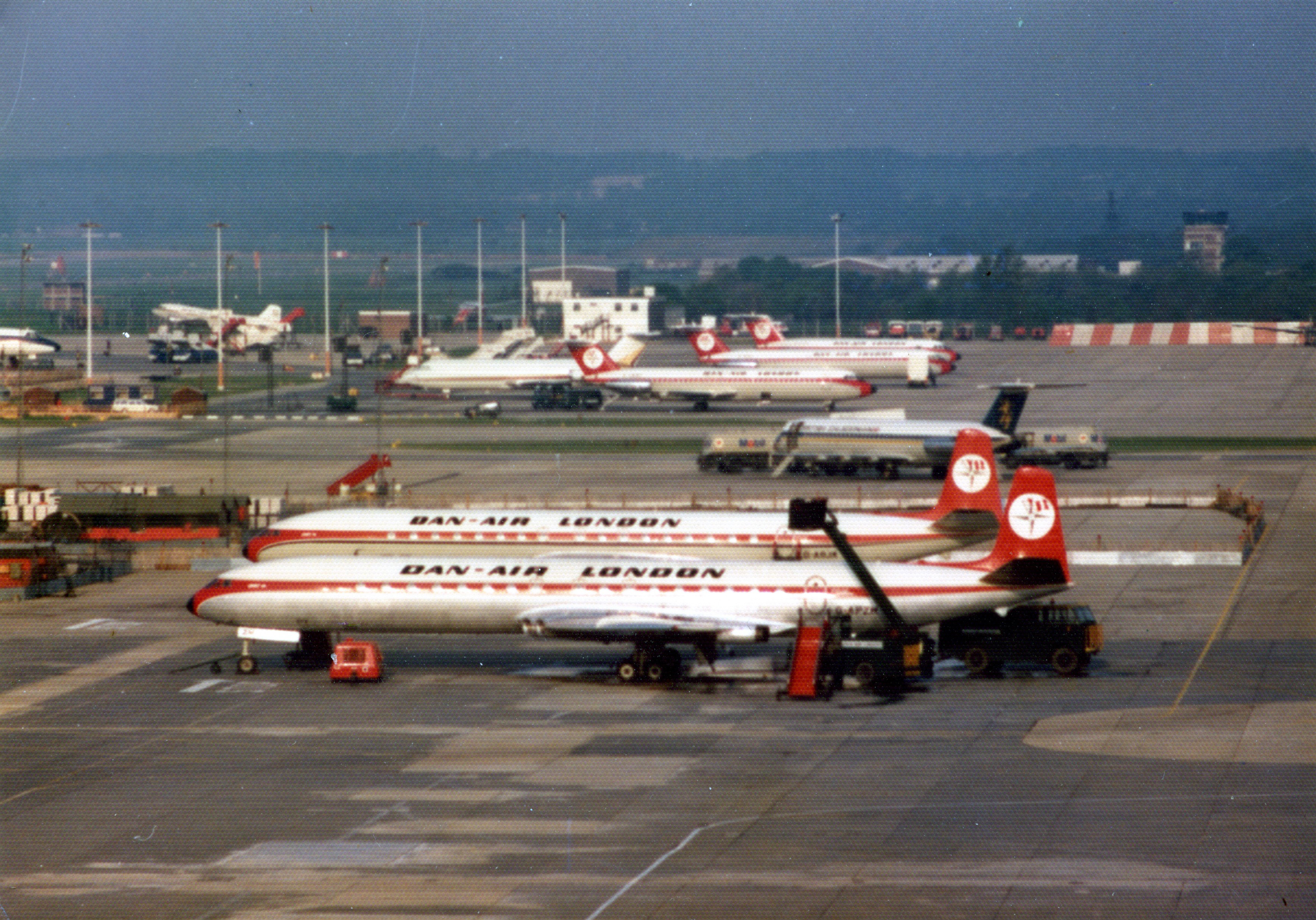
Des Comet 4 de Dan-Air à l'aéroport de Londres-Gatwick, en 1976.

Les utilisateurs initiaux des premiers Comet 1 et du Comet 1A sont la BOAC, Union Aéromaritime de Transport et Air France. Tous les premiers Comet sont retirés du service pendant les enquêtes sur les accidents, au cours desquelles les commandes de British Commonwealth Pacific Airlines, Japan Air Lines, Linea Aeropostal Venezolana, National Airlines, Pan American World Airways et Panair do Brasil sont annulées,. Lorsque le Comet 4 redessiné entre en service, il est utilisé par la BOAC, Aerolíneas Argentinas et East African Airways, tandis que la version Comet 4B est exploitée par BEA et Olympic Airways et le Comet 4C vole sous les couleurs de Kuwait Airways, Middle East Airlines, Misrair Airlines et Sudan Airways.
D'autres opérateurs utilisent le Comet, soit via des contrats de location, soit via des acquisitions de seconde main. Les Comet 4 de la BOAC sont loués à Air Celyon (en), Air India, AREA Ecuador, Central African Airways (en) et Qantas Empire Aiways, ; après 1965, ils sont vendus à AREA Ecuador, Dan-Air (en), Mexicana, Malaysian Airways et le ministère de la Défense britannique,,. Les Comet 4B de BEA sont affrétés par Cyprus Airways, Malta Airways et Transportes Aéreos Portugueses. Channel Airways (en) se procure cinq Comet 4B de BEA en 1970 pour des voyages charters. Dan-Air achète tous les Comet 4 encore en état de vol entre la fin des années 1960 et les années 1970 ; quelques-uns sont utilisés pour pièces mais la plupart des appareils sont exploités sur les itinéraires charters de la compagnie ; un total de 48 Comet de toutes provenances sont acquis par la compagnie.
Dans l'armée, la Royal Air Force britannique est le principal opérateur, avec le Squandron no 51 (1958-1975 ; Comet C2 et 2R), Squandron no 192 (1957-1958 ; Comet C2 et 2R), Squandron no 216 (1956-1975 ; Comet C2 et C4) et le Royal Aircraft Establishment,. L'Aviation royale canadienne (RCAF) utilise aussi des Comet 1A (par la suite modernisés en tant que 1XB), via son 412 Squadron entre 1953 et 1963,.

## Accidents et incidents

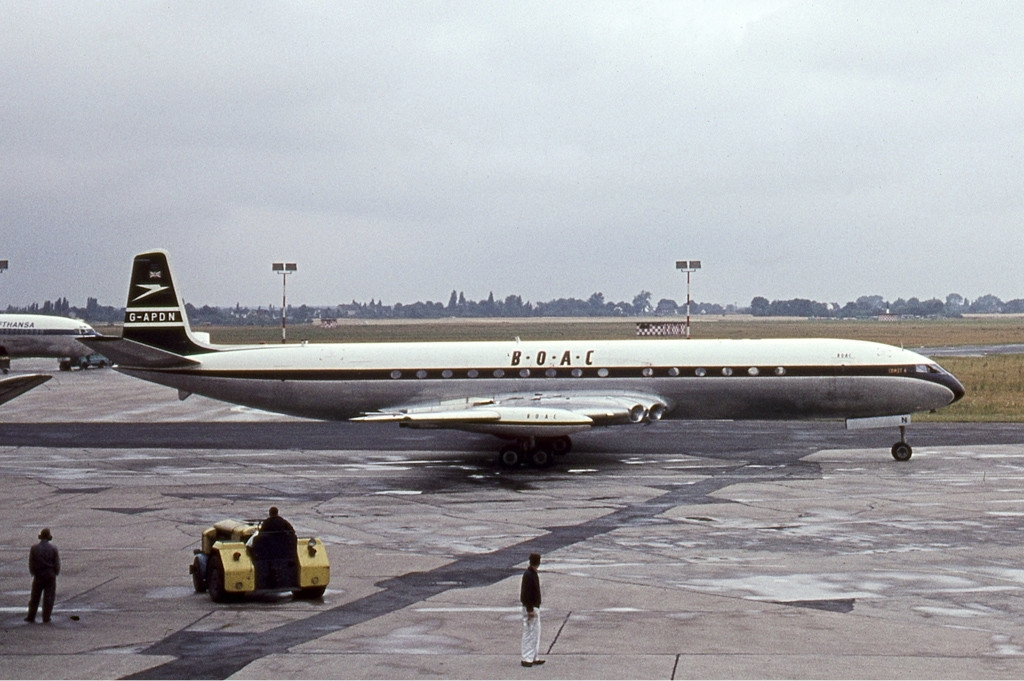
Le Comet 4 G-APDN s'écrase dans le massif de Montseny, en Espagne, en juillet 1970, alors qu'il est utilisé par Dan-Air.

Le Comet a été impliqué dans 26 accidents avec perte de l'appareil, dont treize qui ont entraîné la mort de 426 personnes. Une erreur de pilotage est responsable du premier accident mortel du Comet, qui a lieu au décollage de Karachi au Pakistan, le 3 mars 1953, impliquant un Comet 1A de Canadian Pacific Airlines. Trois accidents mortels de Comet 1 dus à des problèmes structurels, spécifiquement sur le vol 783/057 BOAC, le 2 mai 1953, le vol BOAC 781, le 10 janvier 1954, et sur le vol South African Airways 201, le 8 avril 1954, conduisent au clouage au sol de la totalité de la flotte de Comet. Après la mise en œuvre de modifications de conception, le Comet reprend du service en 1958.
Une erreur de pilotage ayant conduit à un impact sans perte de contrôle est mise en cause dans cinq accidents de Comet 4 : un crash d'Aerolíneas Argentinas près d'Asunción au Paraguay, le 27 août 1959 ; celui du Vol 322 Aerolíneas Argentinas (en) à Campinas, près de São Paulo au Brésil, le 23 novembre 1961 ; celui du vol 869 United Arab Airlines (en) dans les montagnes de Khao Yai, en Thaïlande, le 19 juillet 1962 ; celui d'un appareil du gouvernement saoudien dans les Alpes italiennes, le 20 mars 1963, et celui du vol 844 United Arab Airlines à Tripoli en Libye, le 2 janvier 1971. L'accident du Comet de Dan-Air dans les environs du massif de Montseny en Espagne, le 3 juillet 1970, est attribué à des erreurs de navigation par le contrôle aérien et les pilotes. Les autres accidents mortels de Comet 4 comprennent celui de British European Airways à Ankara, en Turquie, à la suite d'une panne d'instruments le 21 décembre 1961, celui du vol 869 United Arab Airlines (en) sous une météo vigoureuse près de Bombay en Inde, le 28 juillet 1963, et l'attentat à la bombe sur le vol 284 Cyprus Airways (en) au large des côtes de Turquie, le 12 octobre 1967.
Neuf Comet, dont des Comet 1 exploités par la BOAC et Union Aéromaritime de Transport, et des Comet 4 d'Aerolíneas Argentinas, Dan-Air, Malaysian Airlines et United Arab Airlines, sont irrémédiablement endommagés lors d'accidents au décollage ou à l'atterrissage dans lesquels tous les occupants ont survécu,. Le 13 septembre 1957, un incendie de hangar endommage un Comet 2R du Squandron no 192 de la RAF au-delà de toute réparation et trois Comet 4C de Middle East Airlines sont détruits par les troupes israéliennes à Beyrouth, au Liban, le 28 décembre 1968.

## Appareils exposés

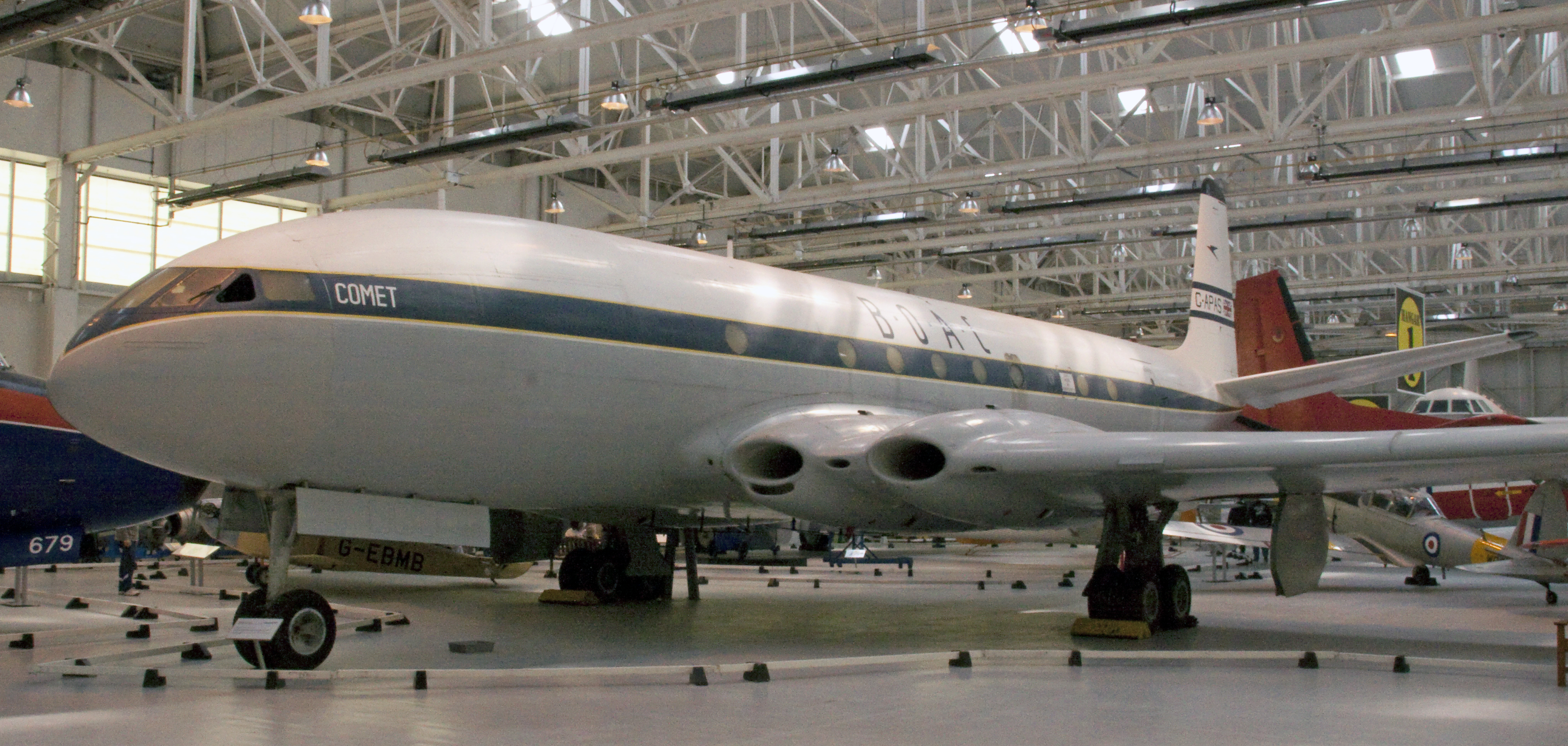
Le Comet 1 G-APAS au Royal Air Force Museum Cosford.

Depuis leur retrait, trois cellules de Comet de première génération sont exposés dans des musées. Le seul Comet 1 complet restant, un Comet 1XB immatriculé G-APAS, est exposé au Royal Air Force Museum Cosford. Peint aux couleurs de la BOAC, il n'a jamais volé dans la compagnie, puisqu'il est initialement livré à Air France et ensuite au ministère de l'approvisionnement après sa conversion au standard 1XB ; cet appareil sert également dans le RAF sous le numéro XM823. Le seul fuselage de Comet avec des hublots carrés originels existant encore, partie d'un Comet 1A immatriculé F-BGNX, est en cours de restauration au de Havilland Aircraft Heritage Centre (en) à Hertfordshire en Angleterre. Un Comet C2 Sagittarius portant le numéro XK699, puis le numéro de maintenance 7971M, est exposé à l'entrée de RAF Lyneham, à Wiltshire en Angleterre, en 1987,. En 2012, avec la fermeture prévue de la base, l'appareil devait être démonté et transporté au RAF Museum Cosford, où il sera ré-assemblé pour y être exposé.

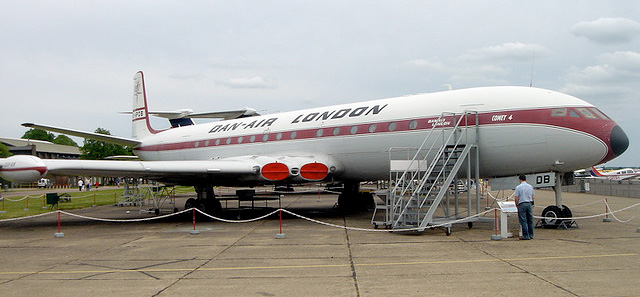
Le Comet 4 G-APDB à l'extérieur à l'Imperial War Museum Duxford.

Sept Comet 4 complets sont préservés dans des musées. L'Imperial War Museum Duxford possède un Comet 4 (G-APDB), initialement sous les couleurs de Dan-Air, comme pièce de sa Flight Line Display, puis dans la livrée de la BOAC dans son bâtiment AirSpace. Un Comet 4B (G-APYD) est entreposé dans les installations du Science Museum at Wroughton (en) dans le Wiltshire en Angleterre. Des Comet 4C sont exposés au Flugausstellung Peter Junior à Hermeskeil en Allemagne (G-BDIW), au Museum of Flight près de Seattle dans l'État de Washington (N888WA), au National Museum of Flight près d'Édimbourg en Écosse (G-BDIX), et au Parque Zoológico Irapuato à Guanajuato au Mexique (N777WA).
Le dernier appareil en état de voler, le Comet 4C « Canopus » (XS235), est maintenu en état de fonctionnement à l'aérodrome de Bruntingthorpe (en), où des roulages à grande vitesse sont régulièrement réalisés. Depuis les années 2000, des groupes ont proposé la restauration du Canopus, qui est maintenu en état de vol par une équipe de volontaires,. L'aérodrome de Bruntingthorpe expose aussi un Hawker Siddeley Nimrod MR2.

## Caractéristiques
|                                              | Comet 1                                                                         | Comet 2                                                                         | Comet 3                                                                         | Comet 4                                                                         |
| -------------------------------------------- | ------------------------------------------------------------------------------- | ------------------------------------------------------------------------------- | ------------------------------------------------------------------------------- | ------------------------------------------------------------------------------- |
| Équipage du cockpit                          | 4 (2 pilotes, un officier mécanicien navigant et un opérateur radio/navigateur) | 4 (2 pilotes, un officier mécanicien navigant et un opérateur radio/navigateur) | 4 (2 pilotes, un officier mécanicien navigant et un opérateur radio/navigateur) | 4 (2 pilotes, un officier mécanicien navigant et un opérateur radio/navigateur) |
| Passagers                                    | 36-44                                                                           | 36-44                                                                           | 58-76                                                                           | 56-81                                                                           |
| Longueur                                     | 28 m                                                                            | 29,29 m                                                                         | 33,99 m                                                                         | 33,99 m                                                                         |
| Envergure                                    | 35 m,                                                                           | 35 m,                                                                           | 35 m,                                                                           | 35 m,                                                                           |
| Hauteur                                      | 8,99 m                                                                          | 8,99 m                                                                          | 8,99 m                                                                          | 8,99 m                                                                          |
| Surface alaire                               | 187 m2                                                                          | 187 m2                                                                          | 187 m2                                                                          | 197 m2                                                                          |
| Profil de voilure                            | NACA 63A116 mod à la racine, NACA 63A112 mod à l'extrémité                      | NACA 63A116 mod à la racine, NACA 63A112 mod à l'extrémité                      | NACA 63A116 mod à la racine, NACA 63A112 mod à l'extrémité                      | NACA 63A116 mod à la racine, NACA 63A112 mod à l'extrémité                      |
| Masse maximale au décollage (MTOW)           | 50 000 kg                                                                       | 54 000 kg                                                                       | 68 000 kg                                                                       | 71 000 kg                                                                       |
| Autonomie en opération (performance typique) | 2 410 km                                                                        | 4 180 km                                                                        | 4 350 km                                                                        | 5 190 km                                                                        |
| Vitesse de croisière                         | 740 km/h                                                                        | 790 km/h                                                                        | 840 km/h,                                                                       | 840 km/h,                                                                       |
| Altitude de croisière                        | 10 700 m                                                                        | 12 200 m,                                                                       | 12 200 m,                                                                       | 12 800 m                                                                        |
| Moteurs                                      | Halford H.2 Ghost 50                                                            | Rolls-Royce Avon Mk 503/504                                                     | Rolls-Royce Avon Mk 502/521                                                     | Rolls-Royce Avon Mk 524                                                         |
| Poussée unitaire                             | 22 kN                                                                           | 31 kN                                                                           | 44 kN                                                                           | 47 kN                                                                           |

Plan 3 vues du Comet 4B (vues de face, de côté et dorsale)
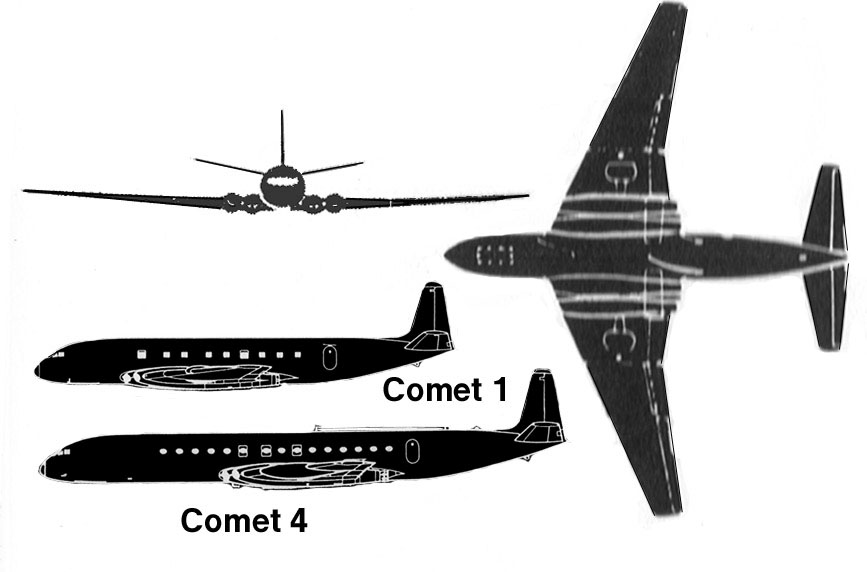
Plan 3 vues du Comet 1 (noter les différences dans l'insert du Comet 4, reproduit à la même échelle)

Sources : Jane's All The World's Aircraft 1965–66, De Havilland Aircraft since 1909, et Flight International,,,,,.